# 訃報 2020年12月
訃報 2020年12月（ふほう 2020ねん12がつ）では、2020年12月に物故した、又は物故が報じられた人物についてまとめる。

## （1日 - 15日）

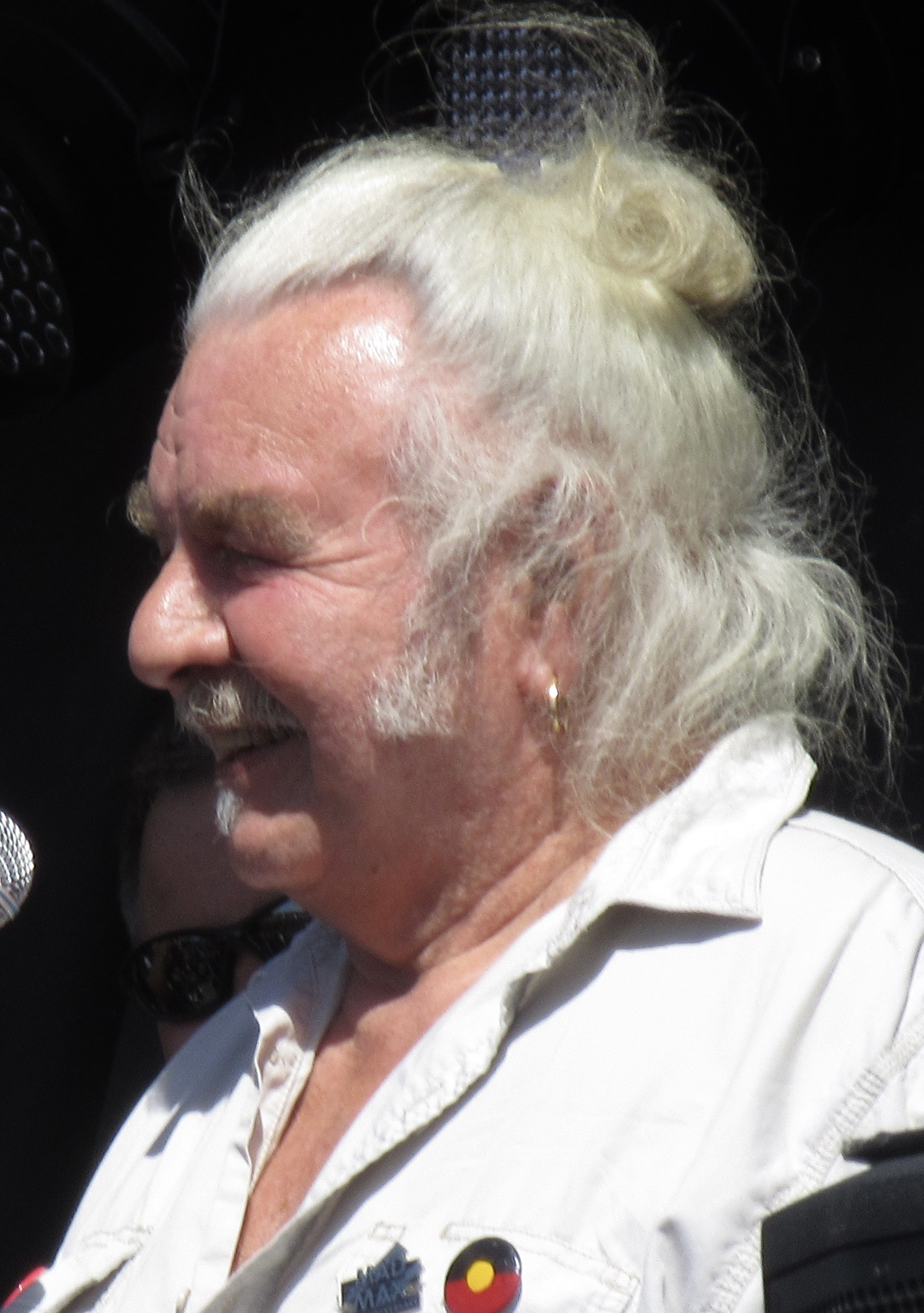
ヒュー・キース・バーン／12月1日没

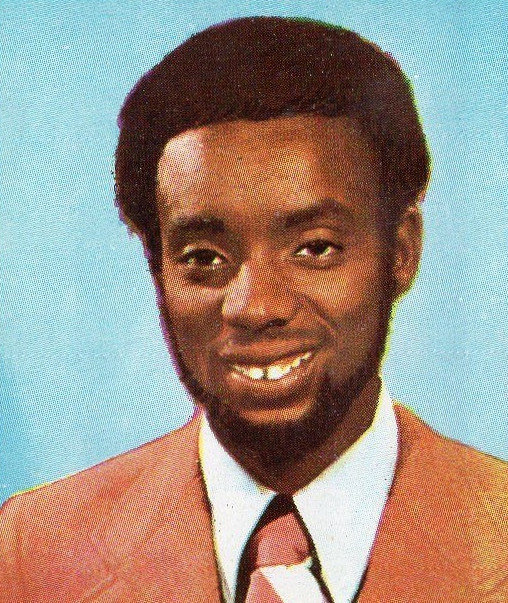
アーニー・ロビンソン／12月1日没

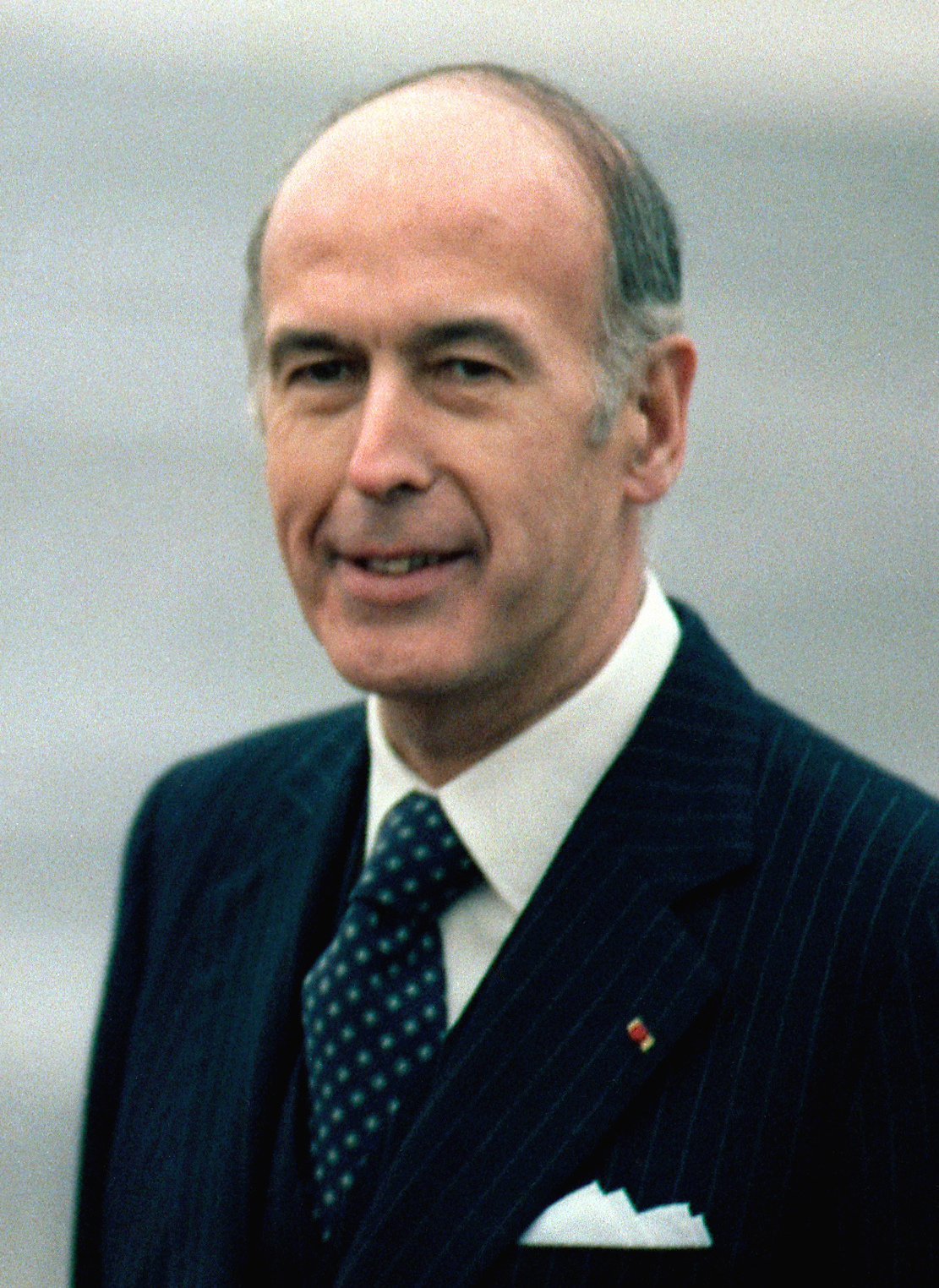
ヴァレリー・ジスカール・デスタン／12月2日没

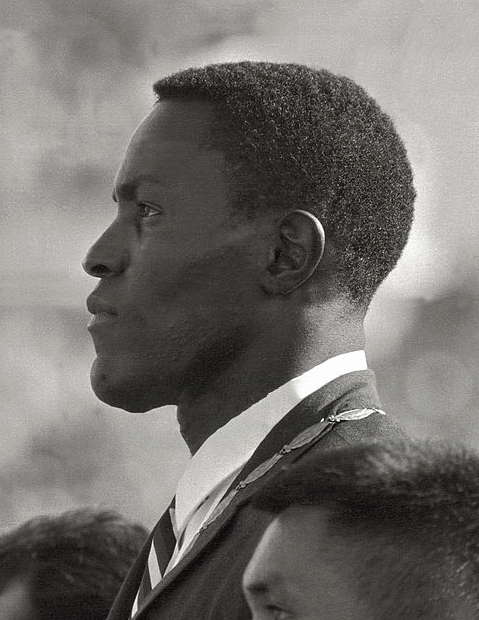
レイファー・ジョンソン／12月2日没

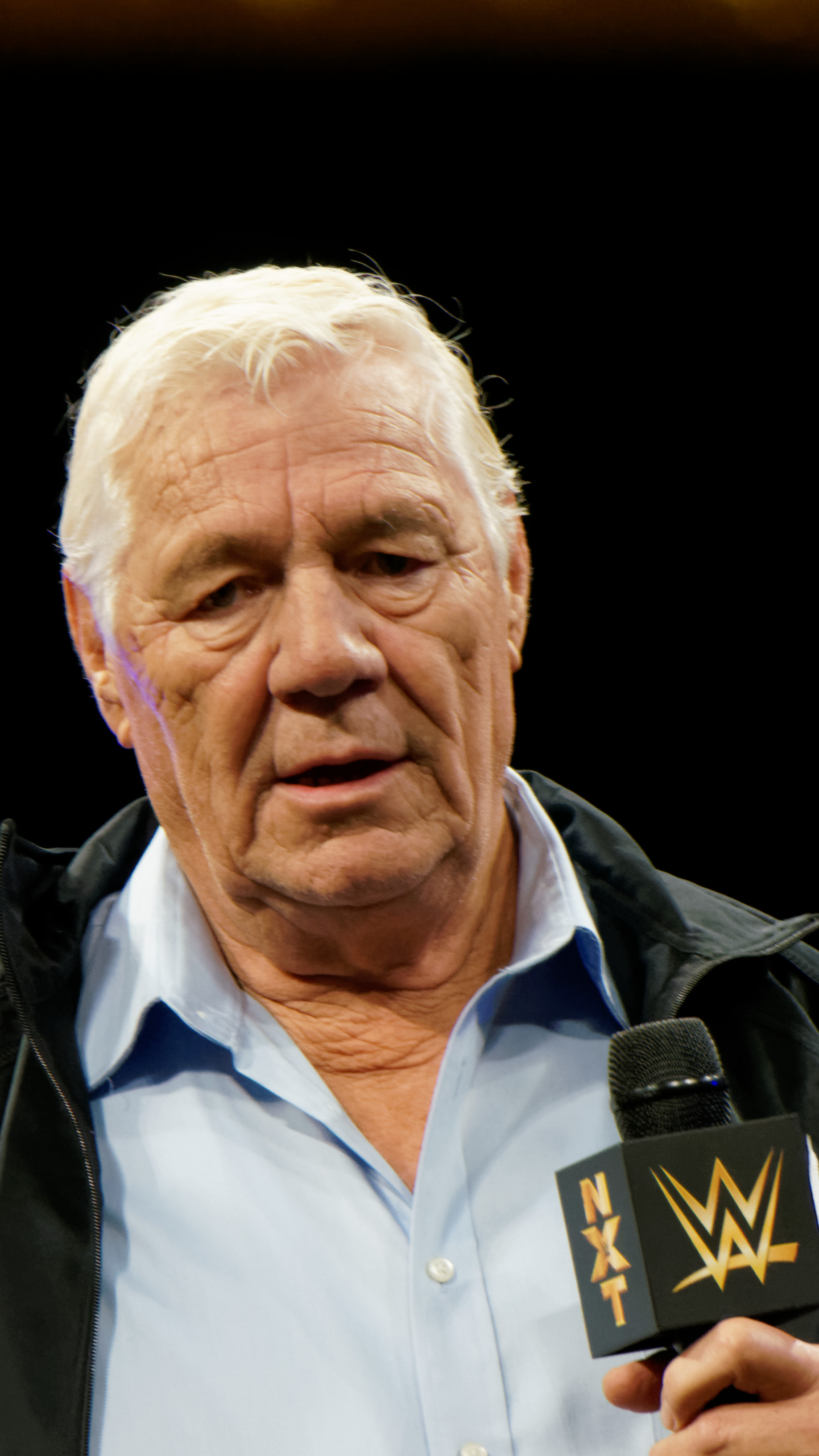
パット・パターソン／12月2日没

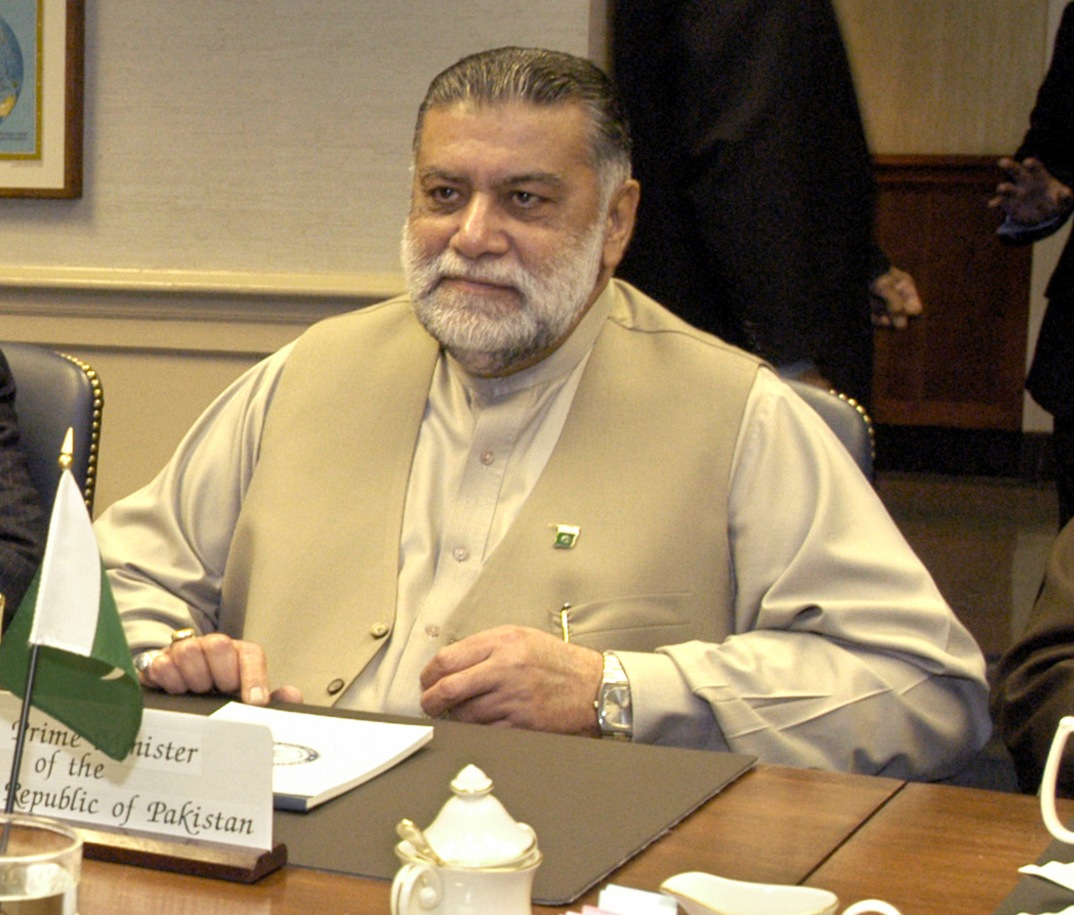
ザファルッラー・カーン・ジャマーリー／12月2日没

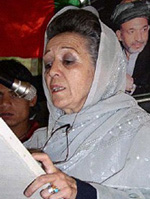
ソヘイラ・スィッディーキー／12月4日没

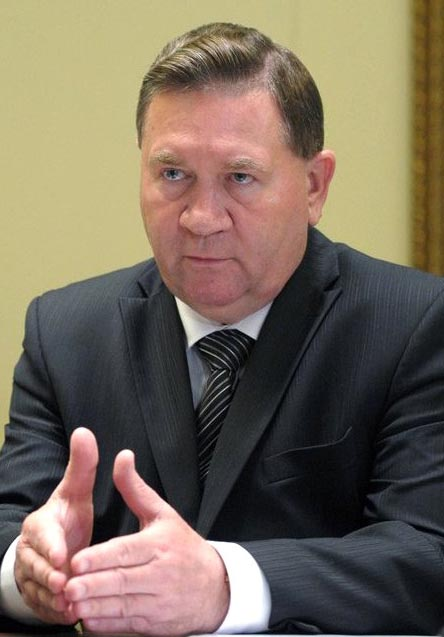
アレクサンドル・ニコラエヴィチ・ミハイロフ／12月4日没

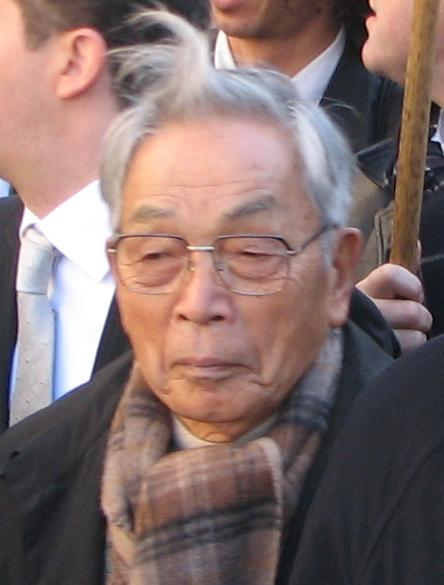
免田栄／12月5日没

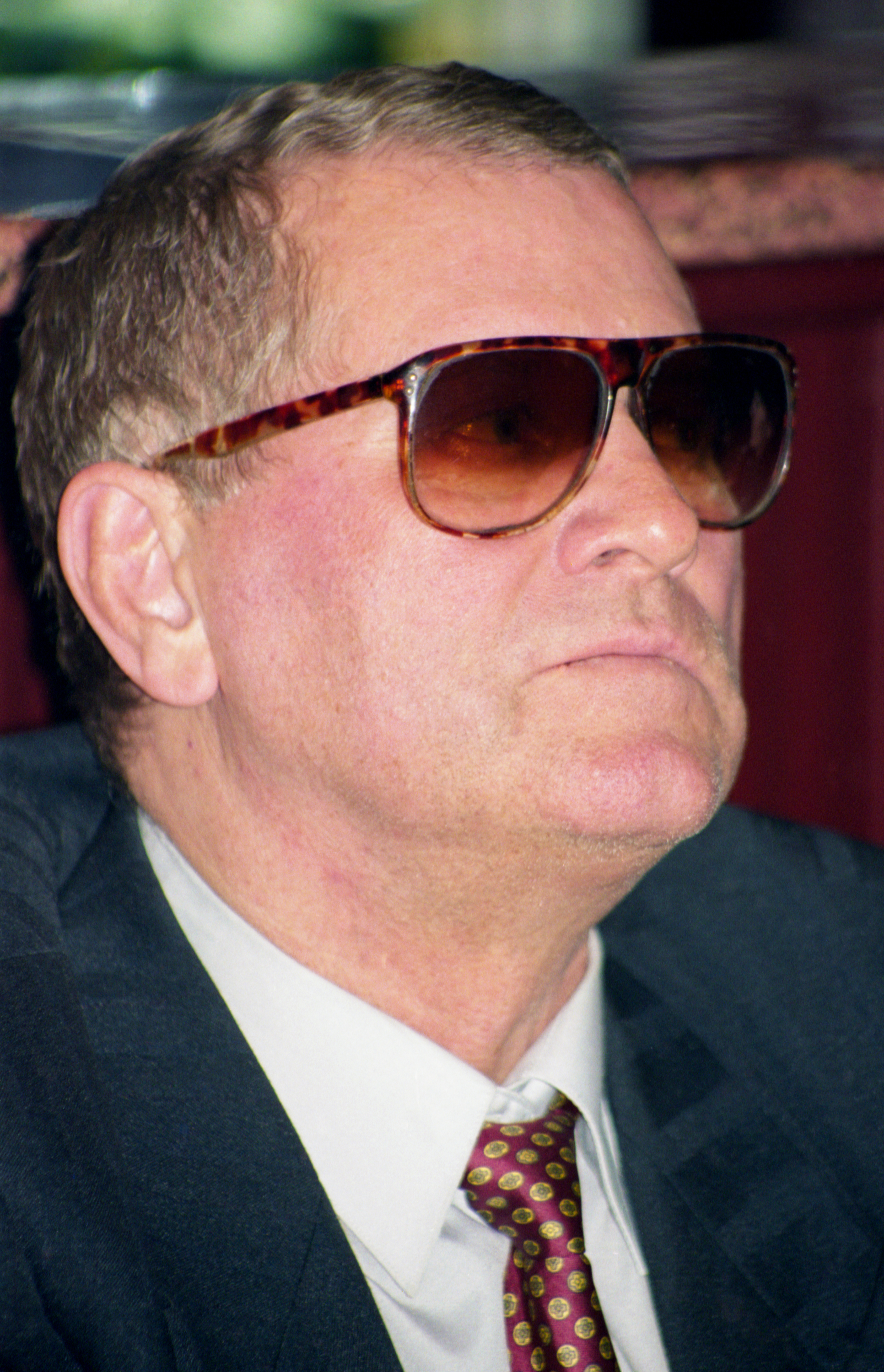
ヴィクトル・ポネデルニク／12月5日没

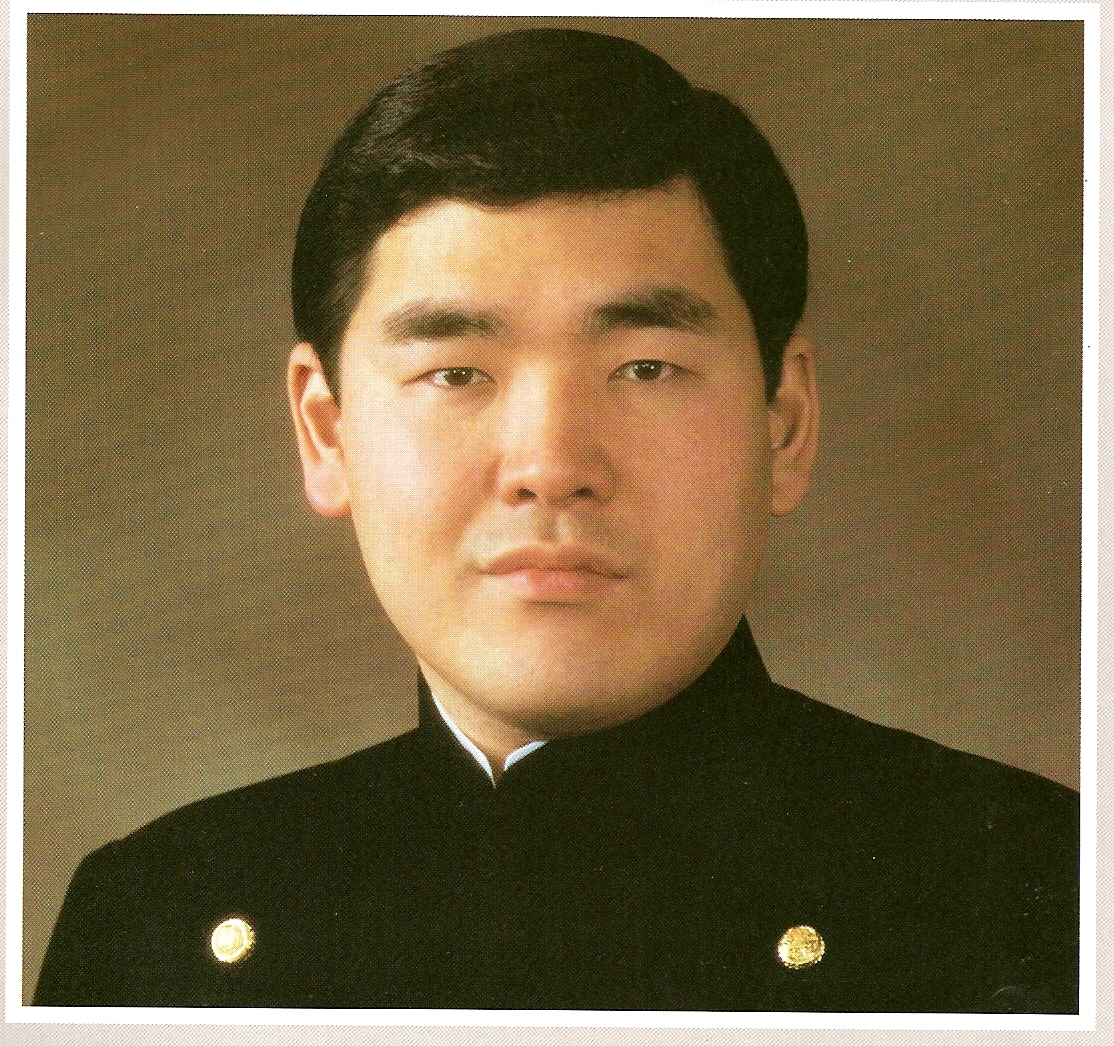
御木貴日止／12月5日没

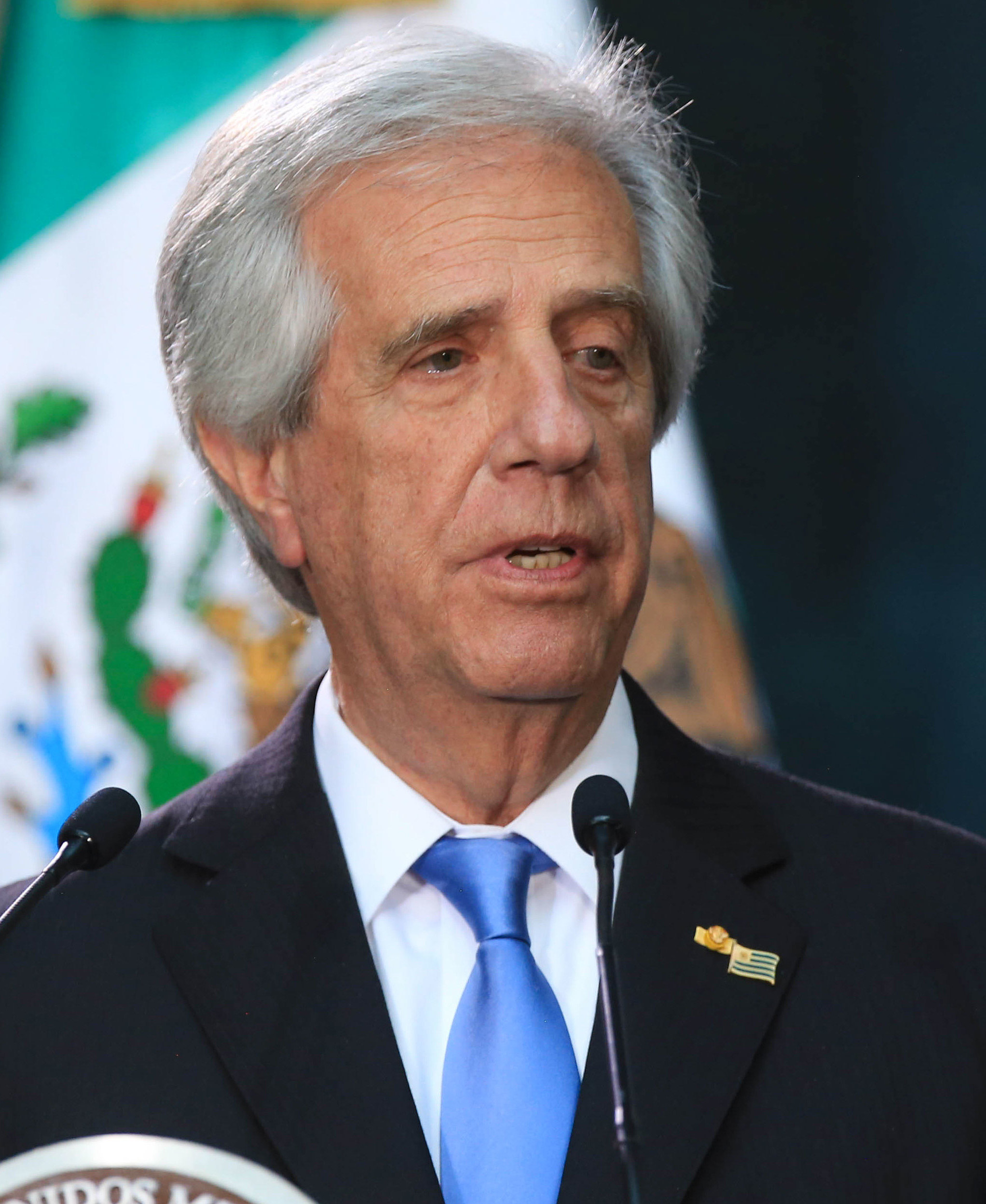
タバレ・バスケス／12月6日没

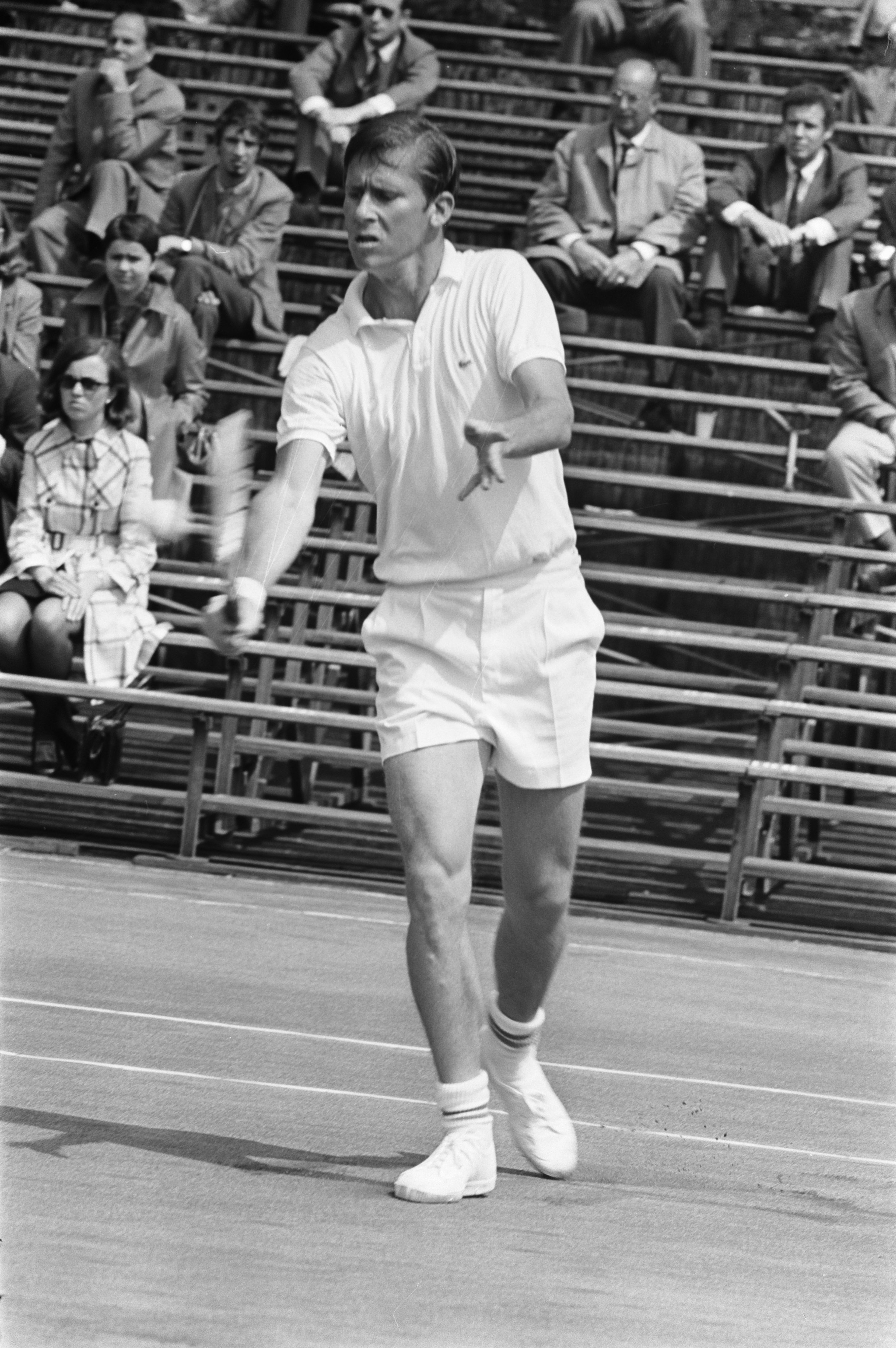
デニス・ラルストン／12月6日没

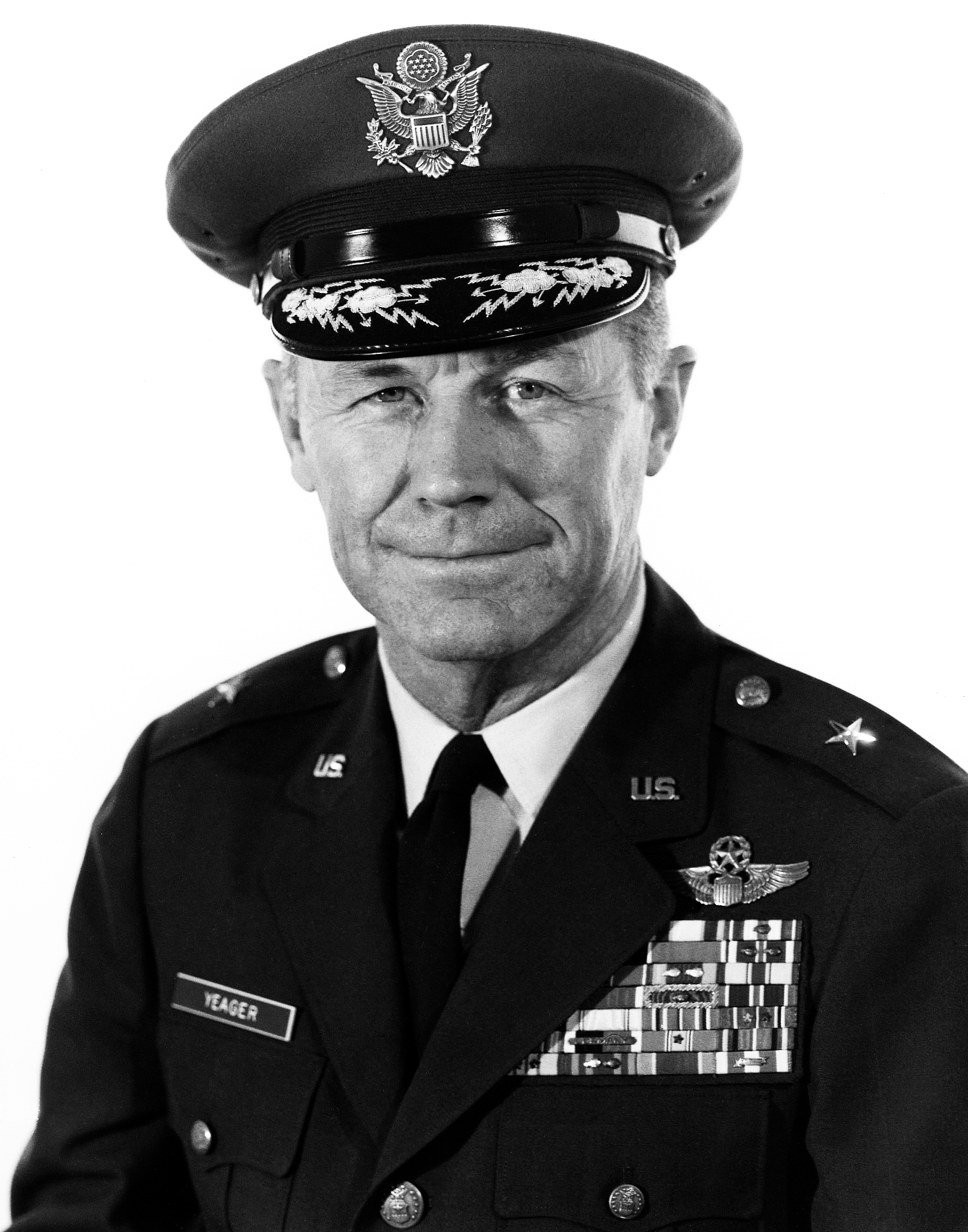
チャック・イェーガー／12月7日没

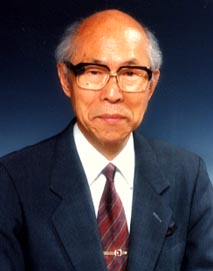
有馬朗人／12月7日没

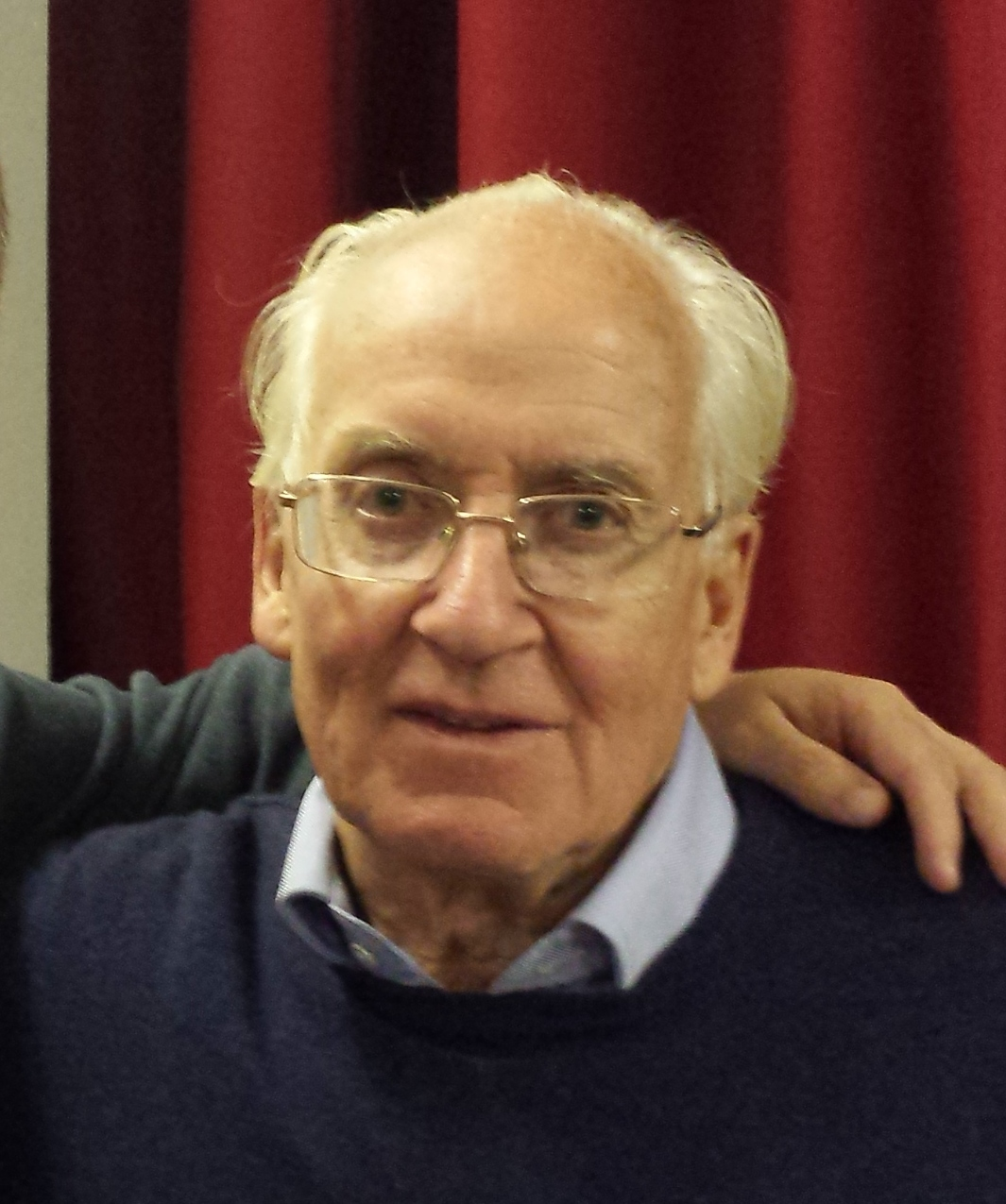
ダグ・スコット／12月7日没

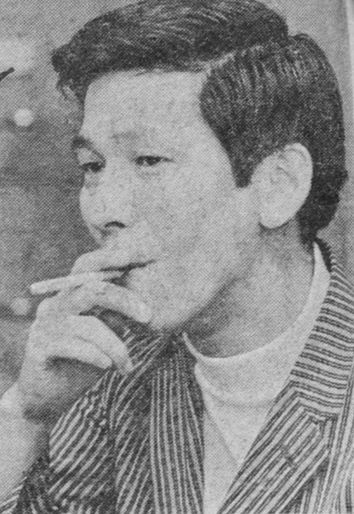
小松政夫／12月7日没

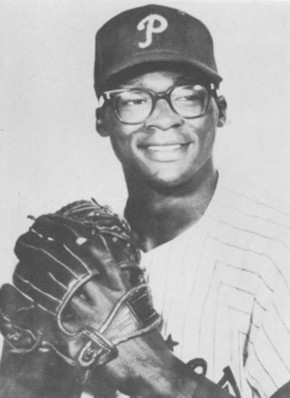
ディック・アレン／12月7日没

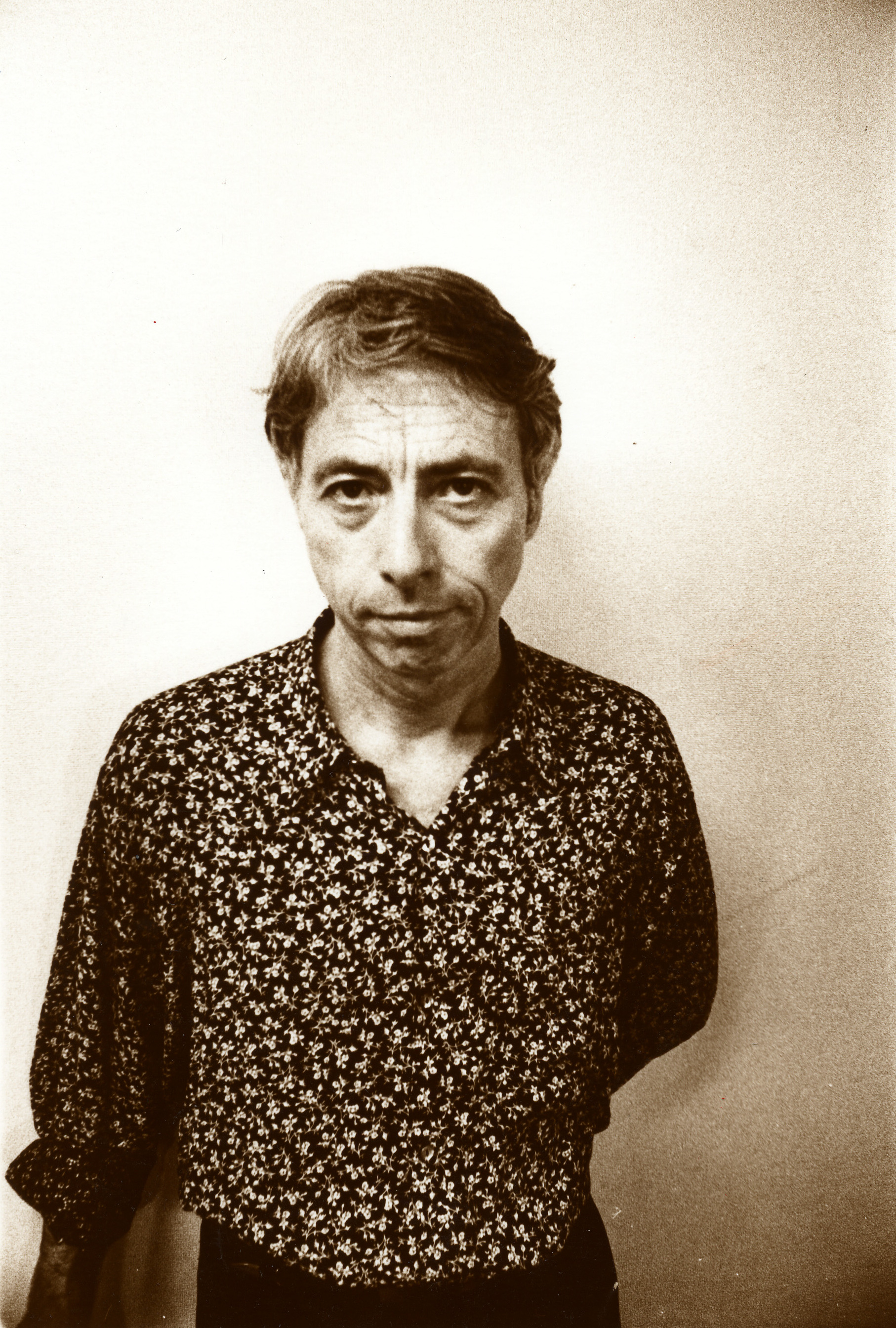
ハロルド・バッド／12月8日没

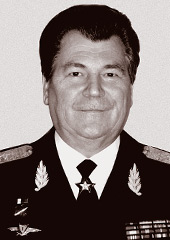
エフゲニー・シャポシニコフ／12月8日没

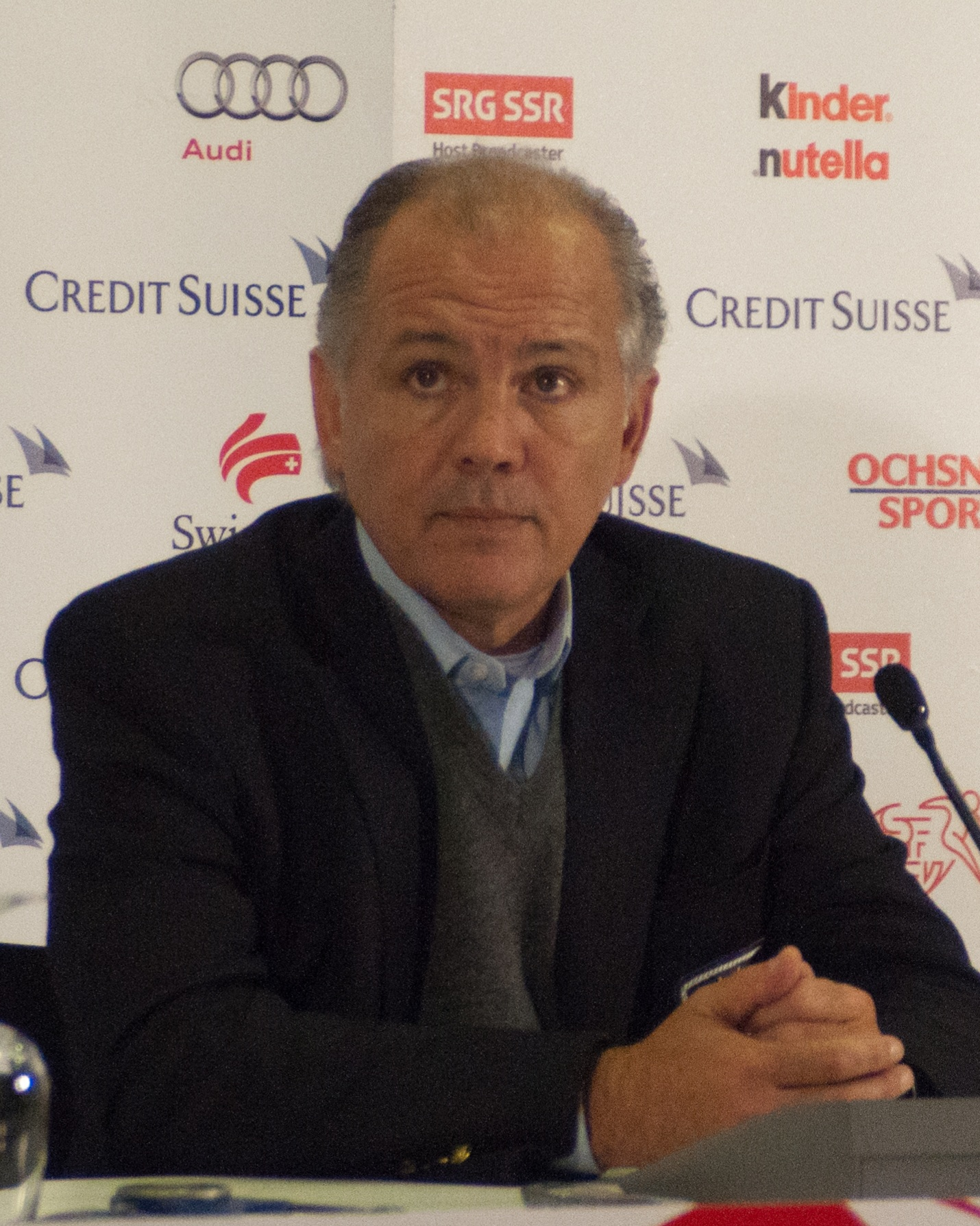
アレハンドロ・サベーラ／12月8日没

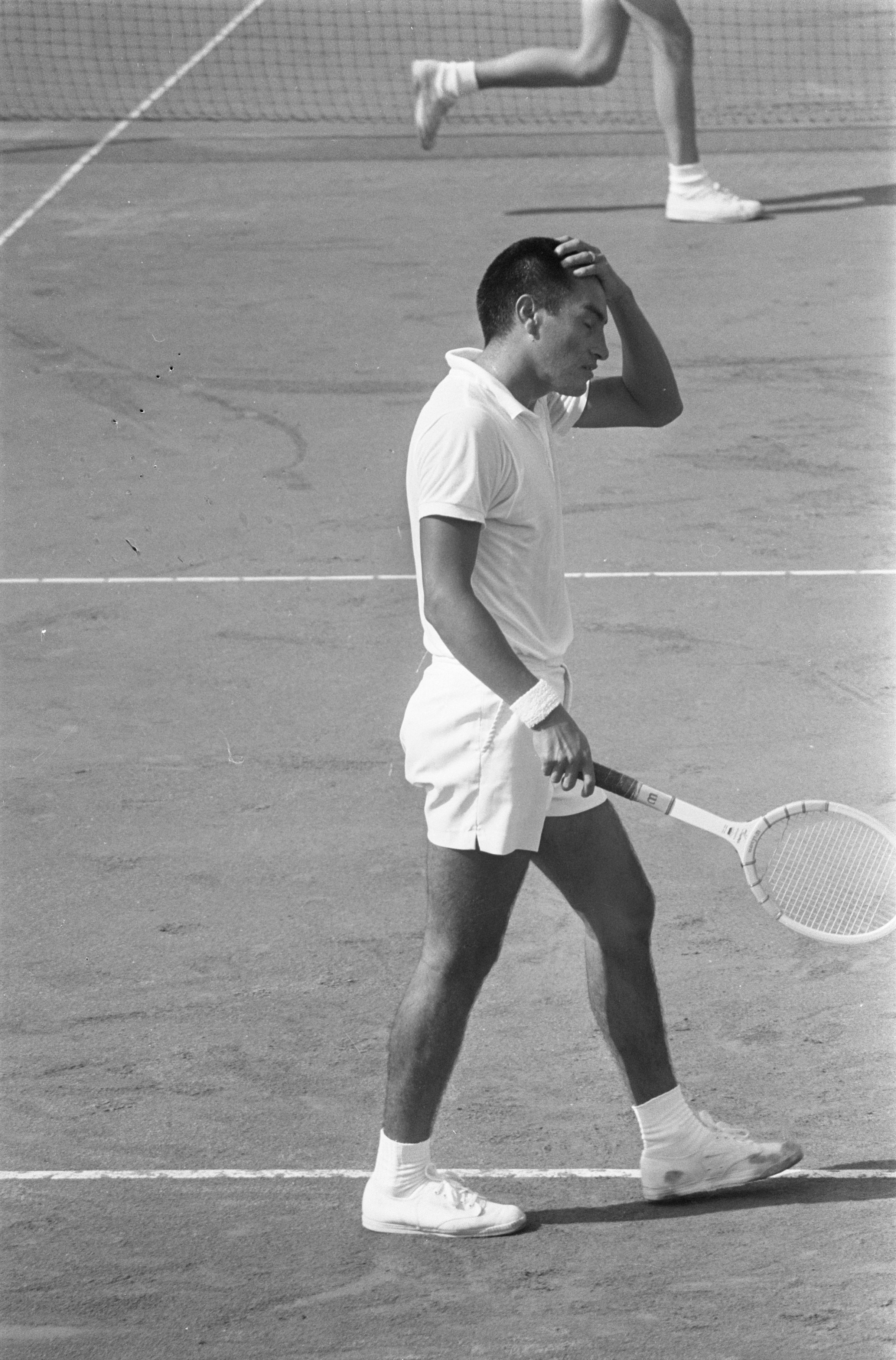
アレックス・オルメド／12月9日没

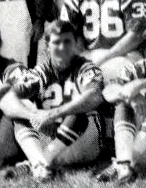
レイ・パーキンス／12月9日没

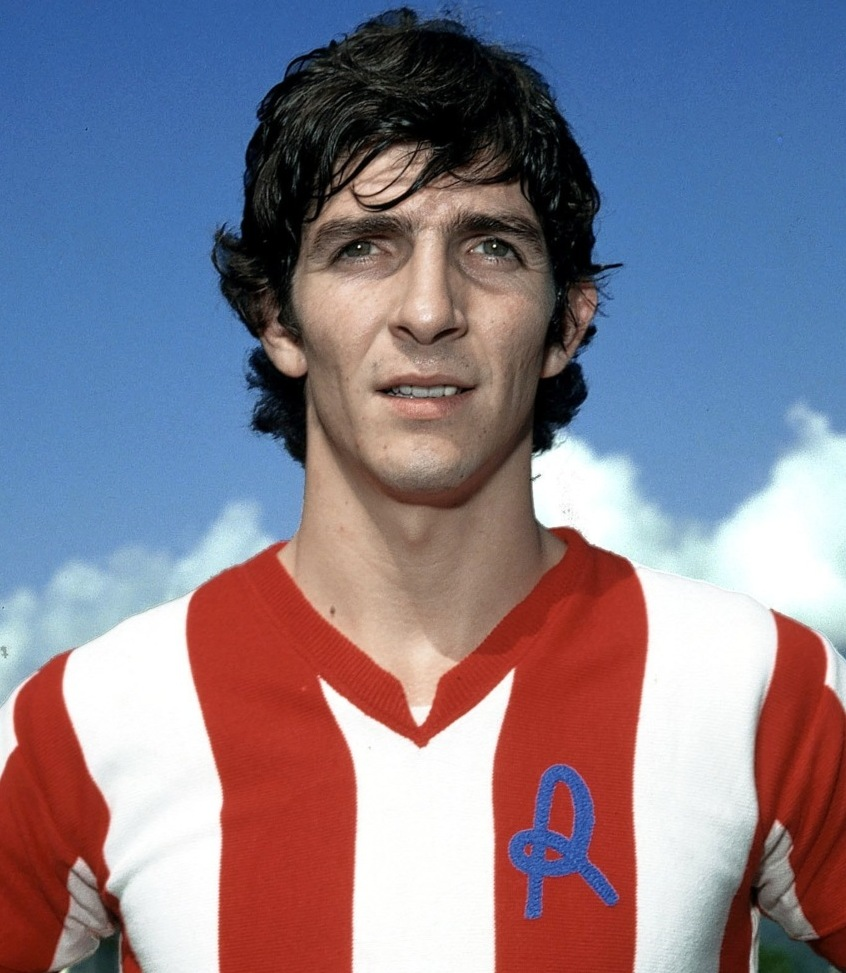
パオロ・ロッシ／12月9日没

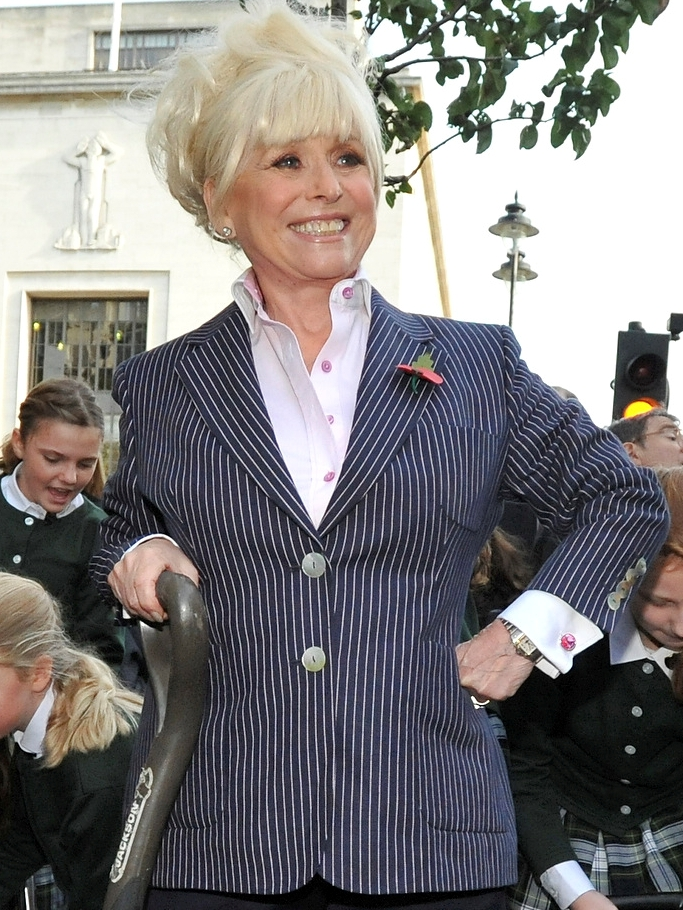
バーバラ・ウィンザー／12月10日没

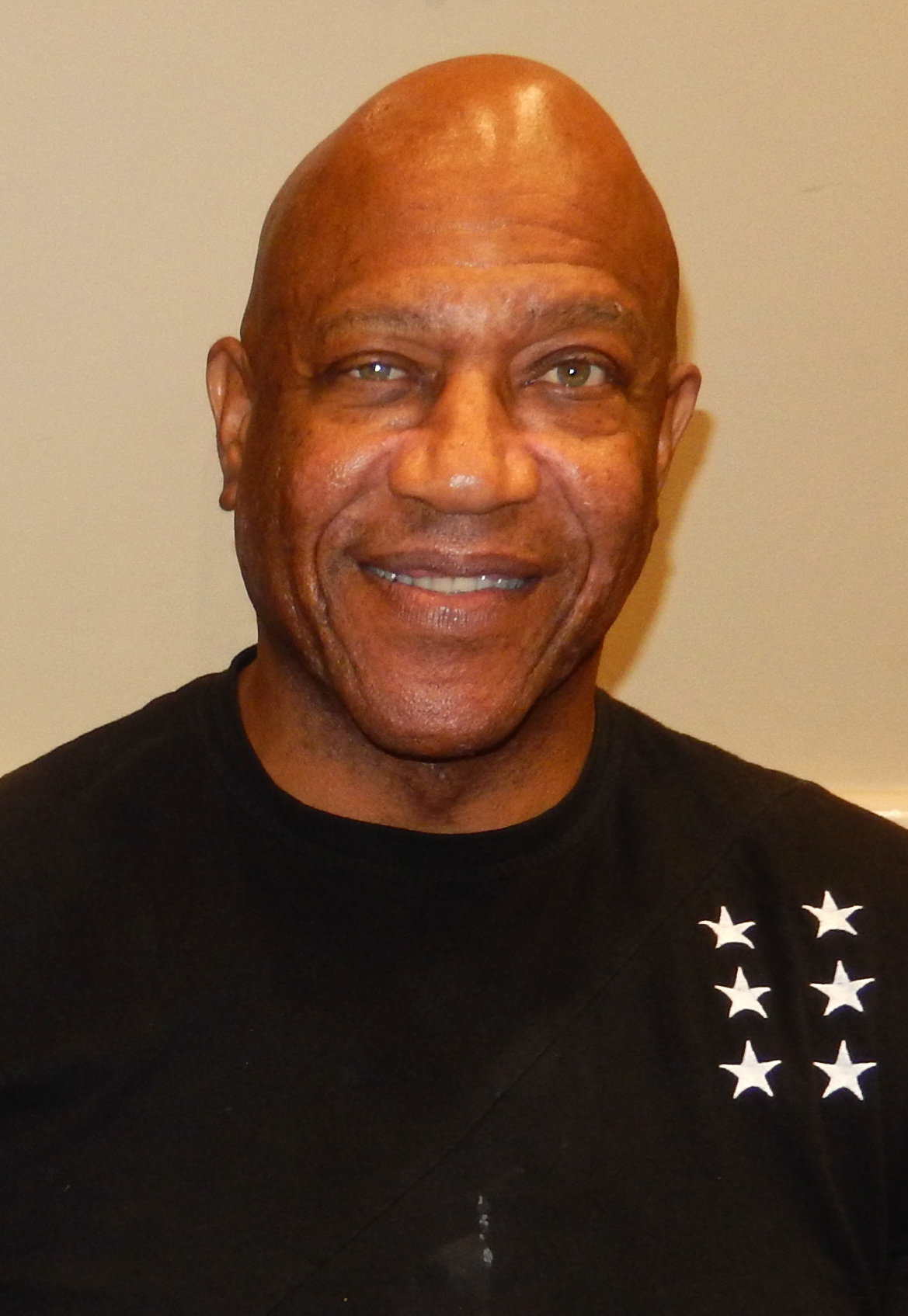
タイニー・リスター・Jr.／12月10日没

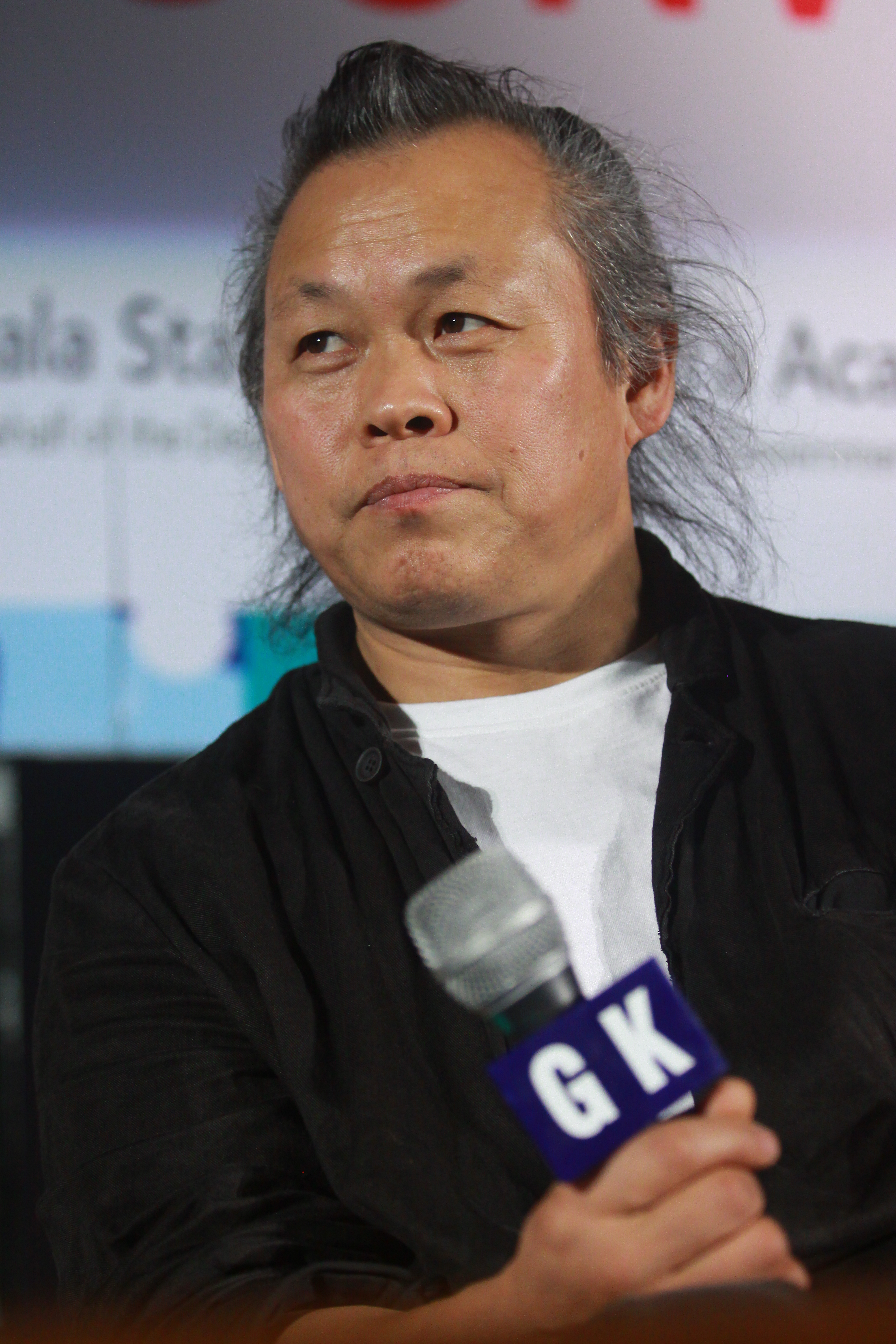
キム・ギドク／12月11日没

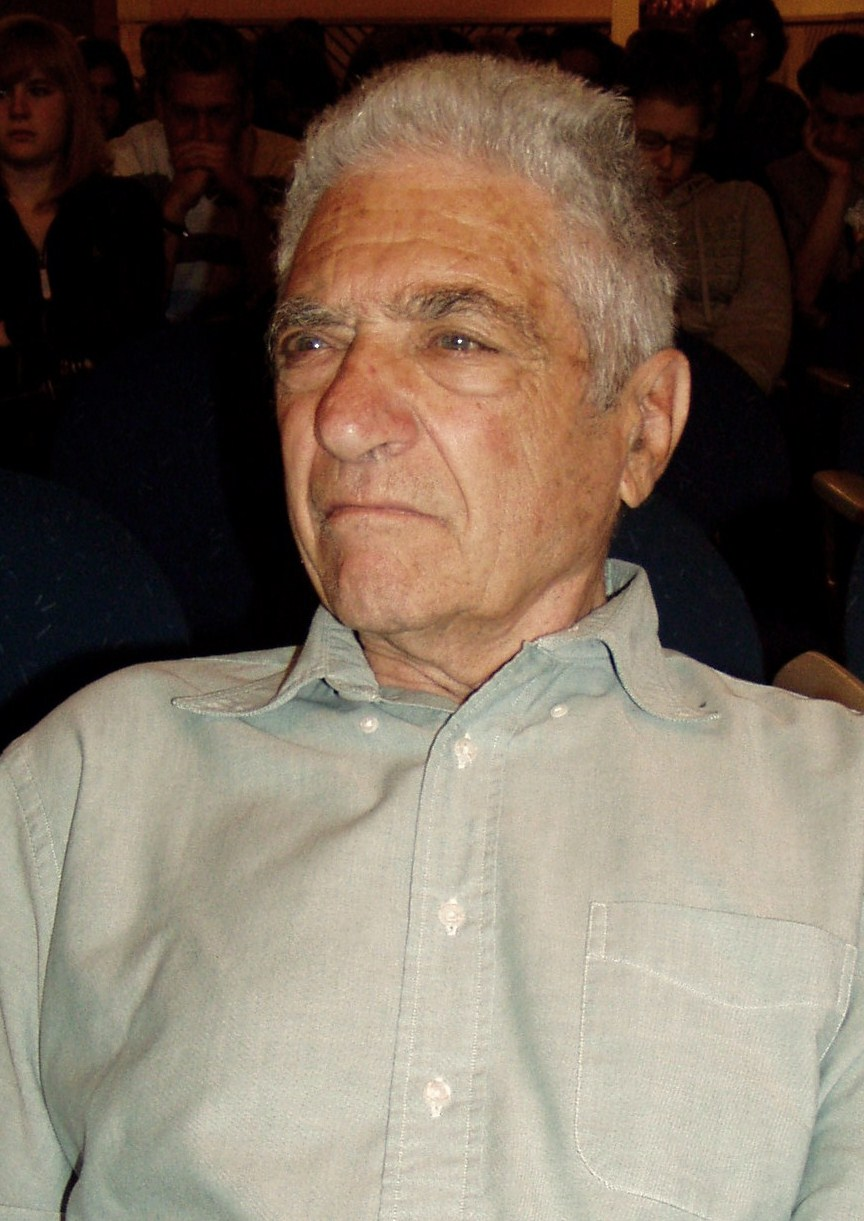
ジャック・シュタインバーガー／12月12日没

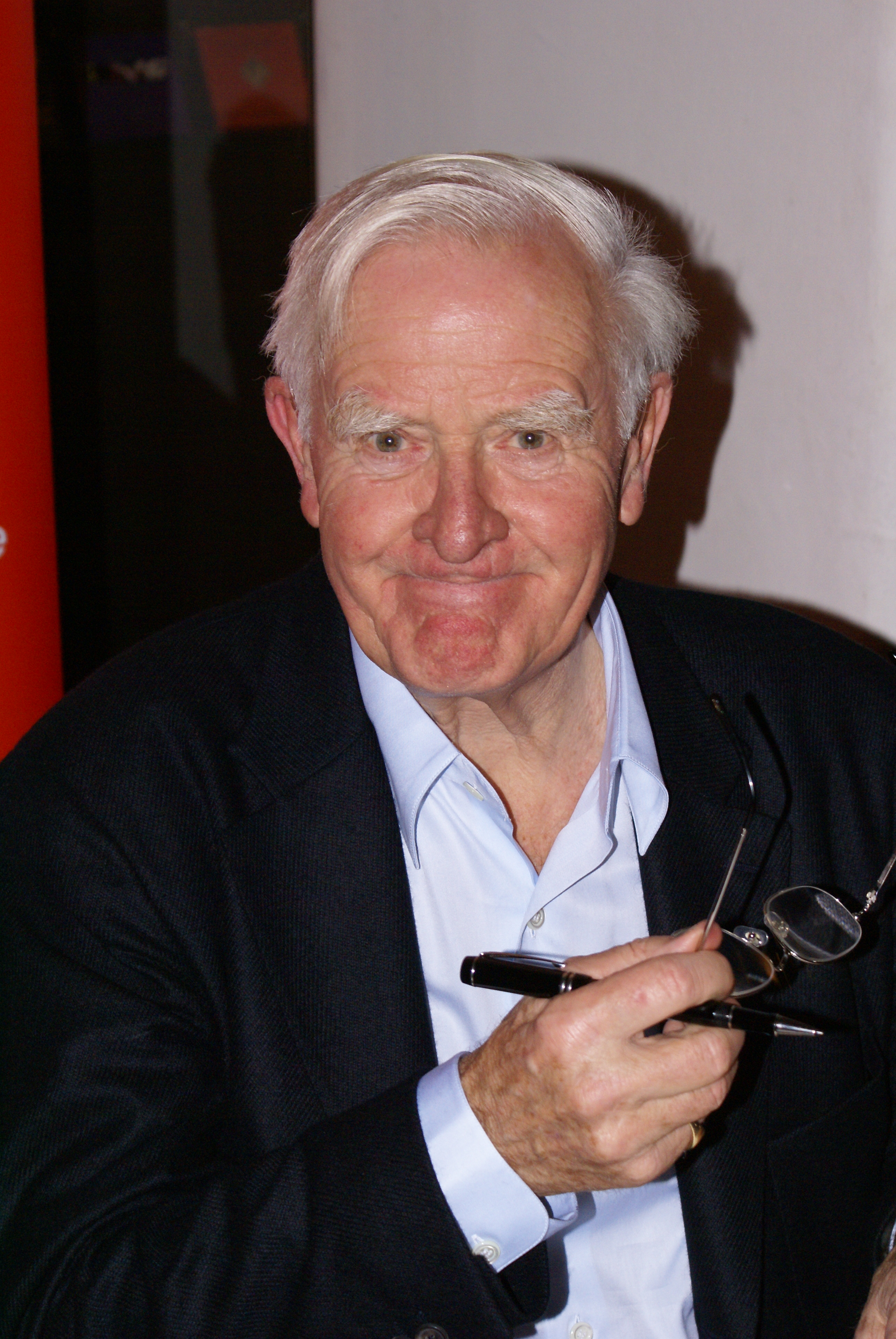
ジョン・ル・カレ／12月12日没

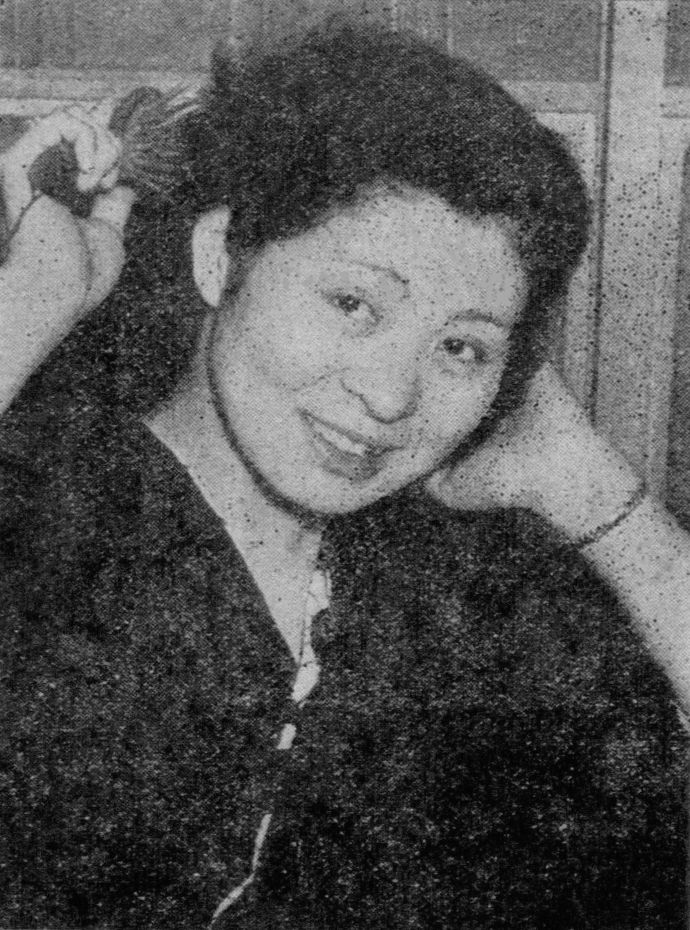
浅香光代／12月13日没

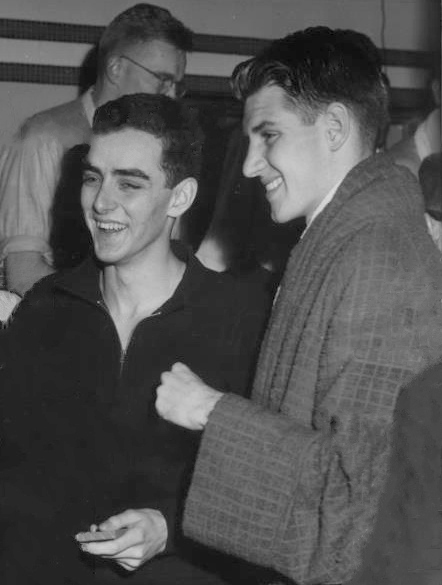
ジェームス・マクレーン（左）／12月13日没

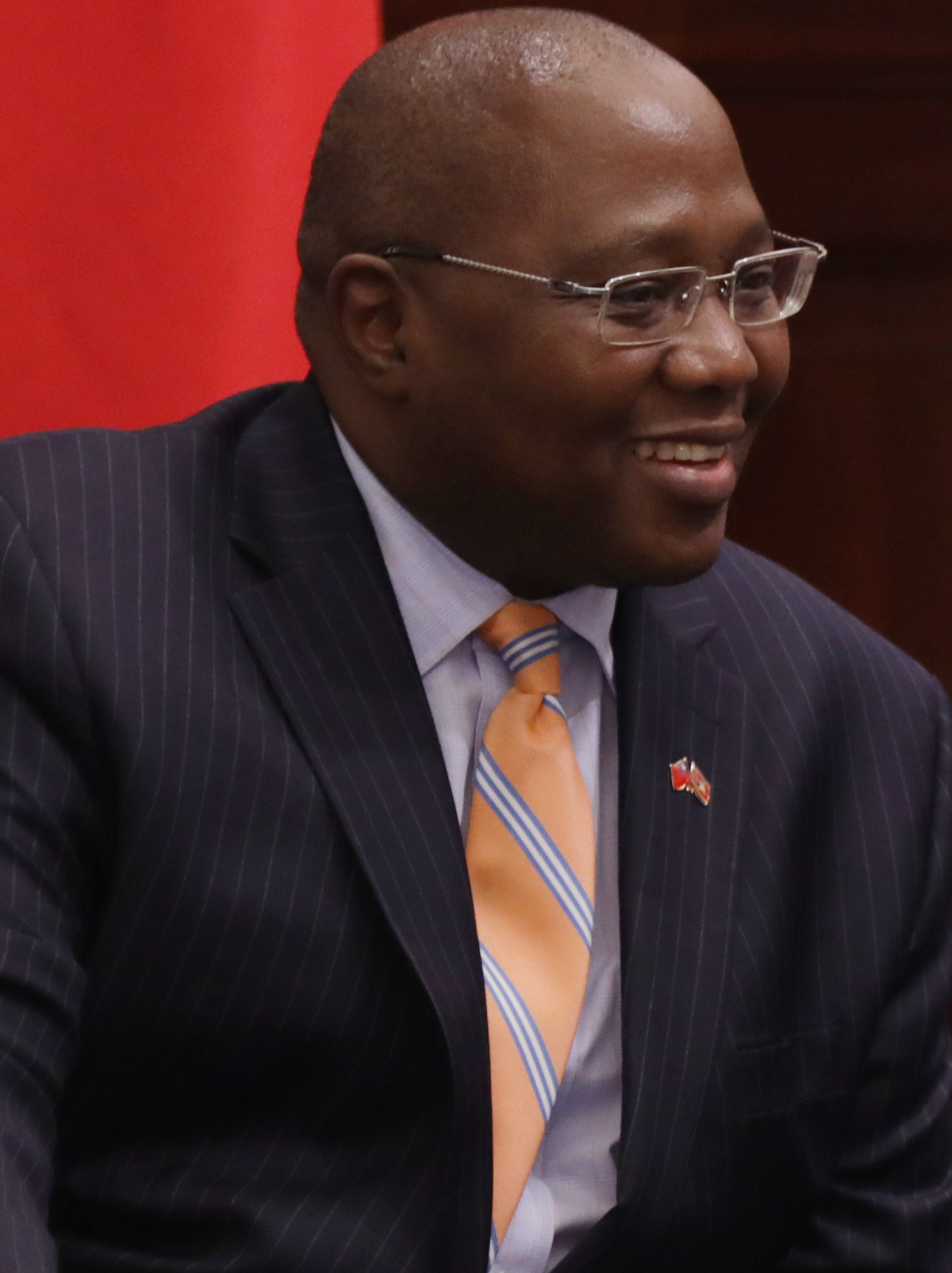
アンブロセ・マンドゥロ・ドラミニ／12月13日没

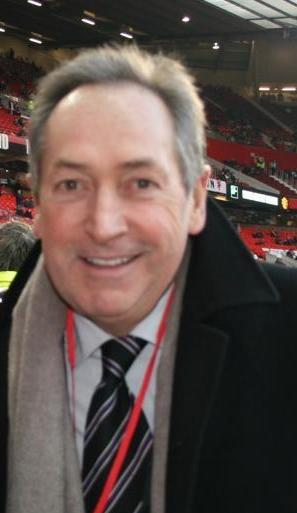
ジェラール・ウリエ／12月14日没

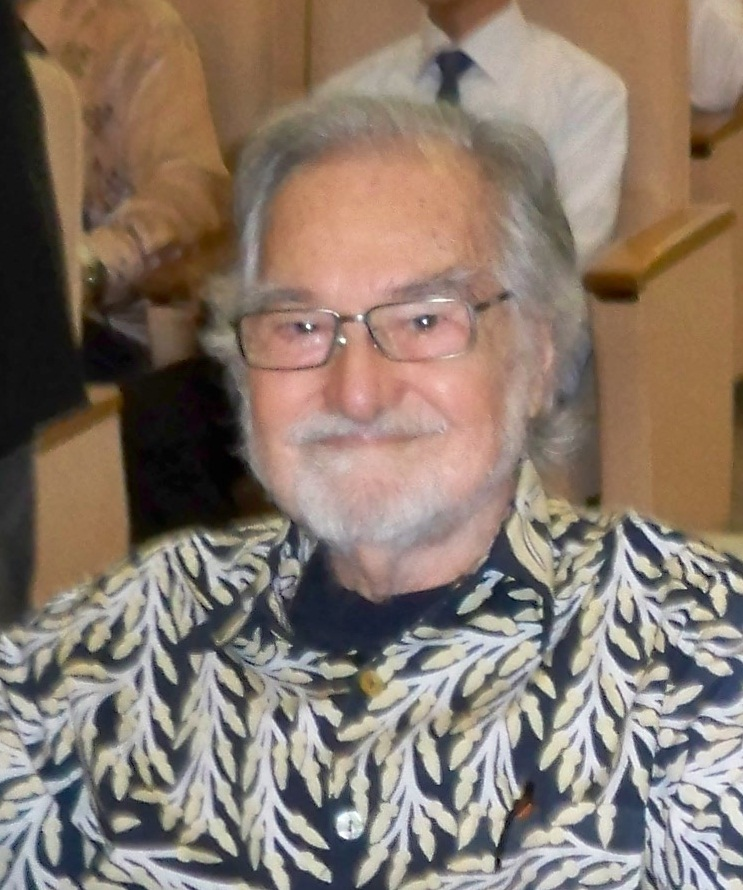
ウンク・A・アジズ／12月15日没

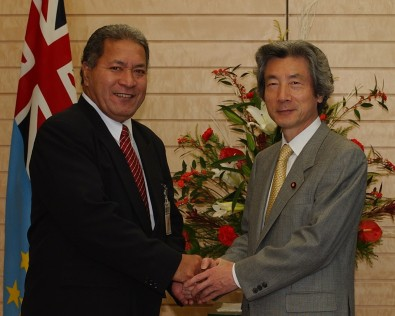
サウファトゥ・ソポアンガ（左）／12月15日没

- 12月1日 - ノーマン・アブラムソン（英語版）、アメリカ合衆国の情報工学者（* 1932年）[1]
- 12月1日 - ヒュー・キース・バーン、インド出身のオーストラリアの俳優（* 1947年）[2][3]
- 12月1日 - アーニー・ロビンソン、アメリカ合衆国の元陸上競技選手、1976年モントリオールオリンピック走幅跳金メダリスト（* 1948年）[4]
- 12月1日 - 金城茉奈、日本の女優（* 1996年）[5][6]
- 12月2日 - ヴァレリー・ジスカール・デスタン、フランスの政治家、第20代大統領（* 1926年）[7][8]
- 12月2日 - フランコ・ジラルディ（英語版）、イタリアの映画監督（* 1931年）[9]
- 12月2日 - レイファー・ジョンソン、アメリカ合衆国の元陸上競技選手、俳優、1960年ローマオリンピック十種競技金メダリスト（* 1934年）[10]
- 12月2日 - ウォーレン・バーリンジャー（英語版）、アメリカ合衆国の俳優（* 1937年）[11]
- 12月2日 - フランク・カーニー、アメリカ合衆国の起業家、ピザハット共同創業者（* 1938年）[12]
- 12月2日 - パット・パターソン、カナダ出身の元プロレスラー、元NWA世界タッグチーム王者・NWA北米タッグ王者・AWA世界タッグチーム王者・WWFインターコンチネンタル王者、WWE殿堂（* 1941年）[13]
- 12月2日 - パメラ・ティフィン（英語版）、アメリカ合衆国の女優（* 1942年）[14]
- 12月2日 - 神田翠月、日本の講談師（* 1943年）[15]
- 12月2日 - ザファルッラー・カーン・ジャマーリー、パキスタンの政治家、第16代パキスタン首相（* 1944年）[16]
- 12月2日 - 平松一夫、日本の会計学者、学校法人関西学院理事長（* 1947年）[17]
- 12月2日 - モハメド・アバルフン（英語版）、モロッコのサッカー選手、元同国代表（* 1989年）[18]
- 12月3日 - ダランパル・グラティ（英語版）、インドの実業家、MDH（英語版）CEO（* 1923年）[19]
- 12月3日 - アリソン・ルーリー（英語版）、アメリカ合衆国の小説家、ピューリッツァー賞受賞者（* 1926年）[20]
- 12月3日 - 花村えい子、日本の漫画家（* 1929年）[21]
- 12月3日 - アンドレ・ギャニオン、カナダの作曲家、ピアニスト、指揮者、編曲家（* 1936年）[22]
- 12月3日 - 6代目一龍斎貞水、日本の講談師（* 1939年）[23]
- 12月3日 - ロン・マシューソン（英語版）、スコットランドのジャズベーシスト（* 1944年）[24]
- 12月3日 - アルベルト・サルバド（英語版）、アンドラの作家（* 1951年）[25]
- 12月4日 - 相田博、日本の高分子化学者、福井大学名誉教授（* 1924年?）[26]
- 12月4日 - ナリンダー・シン・カパニー、インド出身のアメリカ合衆国の物理学者（* 1926年）[27]
- 12月4日 - ウィリアム・キトリッジ（英語版）、アメリカ合衆国の作家（* 1932年）[28]
- 12月4日 - クリフ・グリーン（英語版）、オーストラリアの脚本家（* 1934年）[29]
- 12月4日 - 井戸川（谷田）絹子、日本の元バレーボール選手、1964年東京オリンピックバレーボール女子金メダリスト（* 1939年）[30]
- 12月4日 - ケニー・ジェレマイア（英語版）、アメリカ合衆国のR&Bシンガー、ソウル・サヴァイヴァーズ（英語版）メンバー（* 1943年）[31]
- 12月4日 - 佐々木力、日本の科学史学者、元東京大学教授（* 1947年）[32]
- 12月4日 - ソヘイラ・スィッディーキー、アフガニスタンの軍人、政治家、元保健大臣（* 1949年）[33]
- 12月4日 - アレクサンドル・ニコラエヴィチ・ミハイロフ、ロシアの政治家、第3代クルスク州知事（* 1951年）[34]
- 12月4日 -  佐久田脩、日本の声優、俳優（* 1958年）[35]
- 12月4日（訃報発表日） - 青柳カヲル、日本のイラストレーター（* 生年不明）[36]
- 12月5日 - 篠原正夫、ブラジルの柔道家、1984年ロサンゼルスオリンピック同国代表監督（* 1924年）[37]
- 12月5日 - 免田栄、日本の男性、元免田事件被疑者（* 1925年）[38]
- 12月5日 - ピーター・アリス（英語版）、イギリスの元プロゴルファー・解説者、世界ゴルフ殿堂（* 1931年）[39]
- 12月5日 - ヴィクトル・ポネデルニク、ロシアの元サッカー選手・指導者、元ソ連代表（* 1937年）[40]
- 12月5日 - 徐守盛、中華人民共和国の政治家、官僚、元湖南省党委書記、元湖南省省長、元甘粛省省長（* 1953年）[41]
- 12月5日 - 御木貴日止、日本の宗教家、パーフェクト リバティー教団の3代目教主（* 1957年）[42]
- 12月6日 - ジャック・ピュイゼ（フランス語版）、フランスのワイン学者、教育学者（* 1927年）[43]
- 12月6日 - ポール・サーベンス（英語版）、アメリカ合衆国の政治家、元上院議員（* 1933年）[44]
- 12月6日 - 山崎達光、日本の実業家、元エスビー食品社長（* 1934年）[45]
- 12月6日 - タバレ・バスケス、ウルグアイの政治家、医者、第39・41代大統領（* 1940年）[46]
- 12月6日 - デニス・ラルストン、アメリカ合衆国の元テニス選手、国際テニス殿堂（* 1942年）[47]
- 12月6日 - デヤン・ダボビッチ（英語版）、モンテネグロの元水球選手、1968年メキシコシティーオリンピック金メダリスト【ユーゴスラビア代表チーム】（* 1944年）[48]
- 12月7日 - チャック・イェーガー、アメリカ合衆国の元陸軍及び空軍軍人、世界初の超音速飛行を記録した人物（* 1923年）[49]
- 12月7日 - 岩崎茂夫、日本の実業家、元三菱製鋼社長（* 1926年）[50]
- 12月7日 - 有馬朗人、日本の物理学者（原子核物理学）、第24代東京大学総長、俳人、政治家、第125代文部大臣、第58代科学技術庁長官、元自由民主党参議院議員（* 1930年）[51]
- 12月7日 - ウォルター・フーパー（英語版）、アメリカ合衆国の伝記作家、C・S・ルイス秘書・事業編纂者（* 1931年）[52]
- 12月7日 - 塚田外志男、日本の実業家、蒔絵師（* 1937年）[53]
- 12月7日 - 皐守宏、日本の実業家、元日特建設社長（* 1940年）[54]
- 12月7日 - ダグ・スコット、イギリスの登山家（* 1941年）[55]
- 12月7日 - 小松政夫、日本のコメディアン、タレント、俳優、声優（* 1942年）[56]
- 12月7日 - ディック・アレン、アメリカ合衆国の元MLB選手【フィラデルフィア・フィリーズ、シカゴ・ホワイトソックス所属】（* 1942年）[57]
- 12月7日 - ナタリー・ディッセル（英語版）、アメリカ合衆国の女優（* 1967年）[58]
- 12月7日 - ジョセリン・カノ（英語版）、アメリカ合衆国のモデル、ファッションデザイナー、インターネットセレブリティ（* 1990年）[59]
- 12月8日 - 津波古ヒサ、日本の語り部、元ひめゆり学徒隊員（* 1927年）[60]
- 12月8日 - ティト・デル・ビアンコ（イタリア語版）、イタリアのテノール歌手（* 1932年）[61]
- 12月8日 - ハロルド・バッド、アメリカ合衆国の作曲家、ピアニスト（* 1936年）[62]
- 12月8日 - 目片信、日本の政治家、元滋賀県大津市長、衆議院議員、滋賀県議会議員（* 1941年）[63]
- 12月8日 - エフゲニー・シャポシニコフ、ロシアの軍人、政治家、元ソ連国防大臣（* 1942年）[64]
- 12月8日 - 金村毅、日本のスポーツ医学者、松山大学名誉教授（* 1943年）[65]
- 12月8日 - ラッファエレ・ピント（イタリア語版）、イタリアのレーシングドライバー、1972年ヨーロッパラリー選手権優勝者（* 1945年）[66]
- 12月8日 - アレハンドロ・サベーラ、アルゼンチンの元サッカー選手・指導者、元同国代表・代表監督（* 1954年）[67]
- 12月9日 - 横山アキラ、日本の漫才師、横山ホットブラザーズのメンバー（* 1932年）[68]
- 12月9日 - ヴャチェスラフ・ケヴィッチ（英語版）、ベラルーシの政治家、元閣僚評議会議長（首相格）（* 1936年）[69]
- 12月9日 - アレックス・オルメド、ペルー出身のアメリカ合衆国の元テニス選手、国際テニス殿堂（* 1936年）[70]
- 12月9日 - レイ・パーキンス、アメリカ合衆国の元アメリカンフットボール選手・指導者（* 1941年）[71]
- 12月9日 - マルク・ムノー（フランス語版）、フランスのフランス料理シェフ（* 1943年）[72]
- 12月9日 - 織田無道、日本の住職、霊能力者、元タレント（* 1952年）[73]
- 12月9日 - パオロ・ロッシ、イタリアの元サッカー選手、元同国代表（* 1956年）[74]
- 12月9日 - ショーン・マローン（英語版）、アメリカ合衆国のミュージシャン、シニックメンバー（* 1970年?）[75]
- 12月9日 - ジェイソン・スレーター（英語版）、アメリカ合衆国のベーシスト、音楽プロデューサー、元サード・アイ・ブラインドメンバー（* 1971年）[76]
- 12月10日 - バーバラ・ウィンザー、イギリスの女優（* 1937年）[77]
- 12月10日 - ジョゼフ・サフラ（英語版）、レバノン出身のブラジルの銀行家（* 1938年）[78]
- 12月10日 - タイニー・リスター・Jr.、アメリカ合衆国の俳優、元プロレスラー（* 1958年）[79]
- 12月10日（訃報発表日） - マイディー、日本のブロガー、テレビドラマ原作者（* 生年不明）[80]
- 12月11日 - 堀内顕、日本の牧師、グレース宣教会設立者（* 1931年?）[81]
- 12月11日 - ジェームズ・フリン（英語版）、ニュージーランドの知能研究者、オタゴ大学教授（* 1934年）[82]
- 12月11日 - 石亀泰郎、日本の写真家（* 1934年）[83]
- 12月11日 - 西川恭治、日本の物理学者、広島大学名誉教授（* 1934年）[84]
- 12月11日 - ウビラニー（英語版）、ブラジルのサンバ歌手、フンド・デ・キンタル（英語版）メンバー（* 1940年）[85]
- 12月11日 - キム・ギドク、韓国の映画監督（* 1960年）[86]
- 12月12日 - ジャック・シュタインバーガー、ドイツ出身のアメリカ合衆国の物理学者、ノーベル物理学賞受賞者（* 1921年）[87]
- 12月12日 - ジョン・ル・カレ、イギリスの作家（* 1931年）[88]
- 12月12日 - 福島誠、日本の画家、多摩美術大学名誉教授（* 1932年）[89]
- 12月12日 - チャーリー・プライド（英語版）、アメリカ合衆国の歌手、元ニグロリーグ選手（* 1934年）[90]
- 12月12日 - ワレンチン・ガフト（英語版）、ロシアの俳優（* 1935年）[91]
- 12月12日 - テリー・ケイ、アメリカ合衆国の作家（* 1938年）[92]
- 12月12日 - 西川右近、舞踊家、名古屋西川流三世（* 1939年）[93]
- 12月12日 - ニコラス・チュマチェンコ（英語版）、ポーランドのバイオリニスト（* 1944年）[94]
- 12月12日 - フィクレ・セラシエ・ウォグデレス（英語版）、エチオピアの政治家、エチオピア人民民主共和国初代首相（* 1945年）[95]
- 12月12日 - アン・ラインキング（英語版）、アメリカ合衆国のダンサー、振付師、女優（* 1949年）[96]
- 12月12日 - 法理勝弘、日本の競馬調教師【岐阜県競馬組合・群馬県競馬組合所属】（* 1956年）[97]
- 12月12日 - ルーホッラー・ザム（英語版）、イランのジャーナリスト、政治活動家（* 1978年）[98]
- 12月12日 - モチェカ・マディシャ（英語版）、南アフリカ共和国のサッカー選手、同国代表（* 1995年）[99]
- 12月13日 - 新野幸次郎、日本の経済学者、神戸大学名誉教授、同大学第9代学長（* 1925年）[100]
- 12月13日 - 浅香光代、日本の剣劇女優（* 1928年）[101]
- 12月13日 - ジェームス・マクレーン、アメリカ合衆国の元競泳選手、1948年ロンドン1500m自由形・800m自由形リレー、1952年ヘルシンキオリンピック800m自由形リレー金メダリスト（* 1930年）[102]
- 12月13日 - 槙原稔、日本の実業家、元三菱商事社長（* 1930年）[103]
- 12月13日 - オットー・バリッチ（英語版）、オーストリア出身のクロアチアの元サッカー選手・指導者、元同国代表監督・アルバニア代表監督（* 1933年）[104]
- 12月13日 - 小谷承靖、日本の映画監督、演出家、脚本家（* 1935年）[105]
- 12月13日 - ヤロスラフ・モステツキー（チェコ語版）、チェコのSF作家（* 1963年）[106]
- 12月13日 - アンブロセ・マンドゥロ・ドラミニ、エスワティニの政治家、実業家、首相（* 1968年）[107]
- 12月13日 - 城谷耕生、日本のプロダクトデザイナー（* 1968年）[108]
- 12月14日 - 黄宗英（中国語版）、中華人民共和国の女優、作家（* 1925年）[109]
- 12月14日 - 中谷昭世、日本のジャーナリスト、実業家、元産経新聞社専務、サンケイリビング新聞社社長（* 1929年?）[110]
- 12月14日 - ジェラール・ウリエ、フランスのサッカー指導者（* 1947年）[111]
- 12月15日 - ウンク・A・アジズ、マレーシアの経済学者、マラヤ大学教授（* 1922年）[112]
- 12月15日 - 猪俣伊治郎、日本の皮革工芸作家（* 1933年）[113]
- 12月15日 - 森剛史、日本の地方紙発行人、夕張タイムス代表（* 1940年?）[114]
- 12月15日 - 鳴海広道、日本の政治家、元青森県黒石市長・青森県議会議長（* 1941年）[115]
- 12月15日 - アンソニー・カッソ（英語版）、アメリカ合衆国のギャングスター、元ルッケーゼ一家幹部（* 1942年）[116]
- 12月15日 - カロリーヌ・セリエ（英語版）、フランスの女優（* 1945年）[117]
- 12月15日 - サウファトゥ・ソポアンガ、ツバルの政治家、第9代首相（* 1952年）[118]
- 12月15日 - 大江正章、日本のジャーナリスト、編集者、出版人、コモンズ代表（* 1957年）[119]
- 12月15日 - ゾルタン・サボ、セルビア出身のハンガリーの元サッカー選手・指導者（* 1972年）[120]
- 12月15日 - 定延一平、日本のプロゴルファー（* 1977年）[121]

## （16日 - 31日）

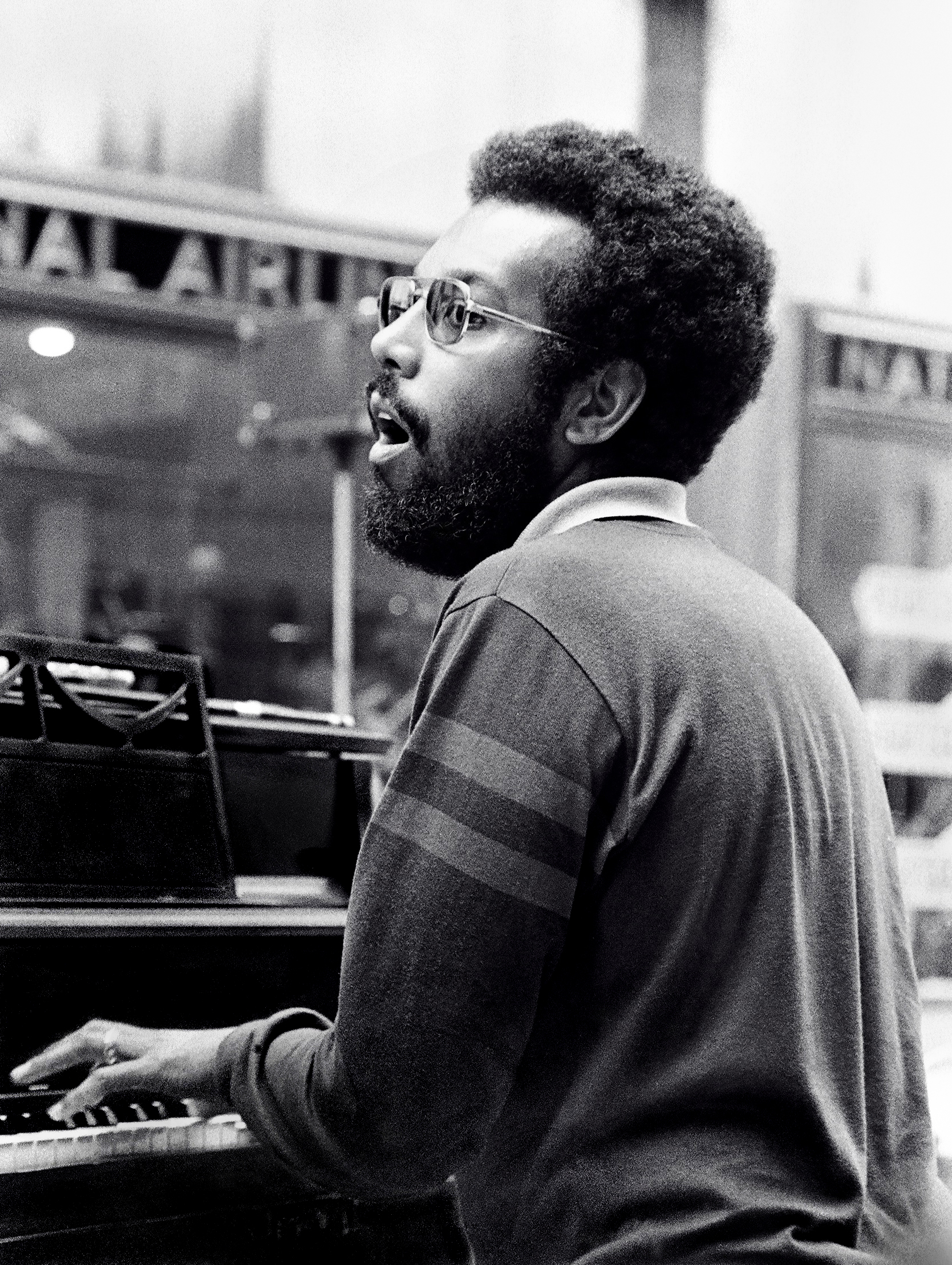
スタンリー・カウエル／12月17日没

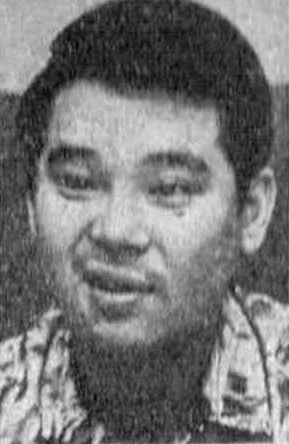
林家こん平／12月17日没

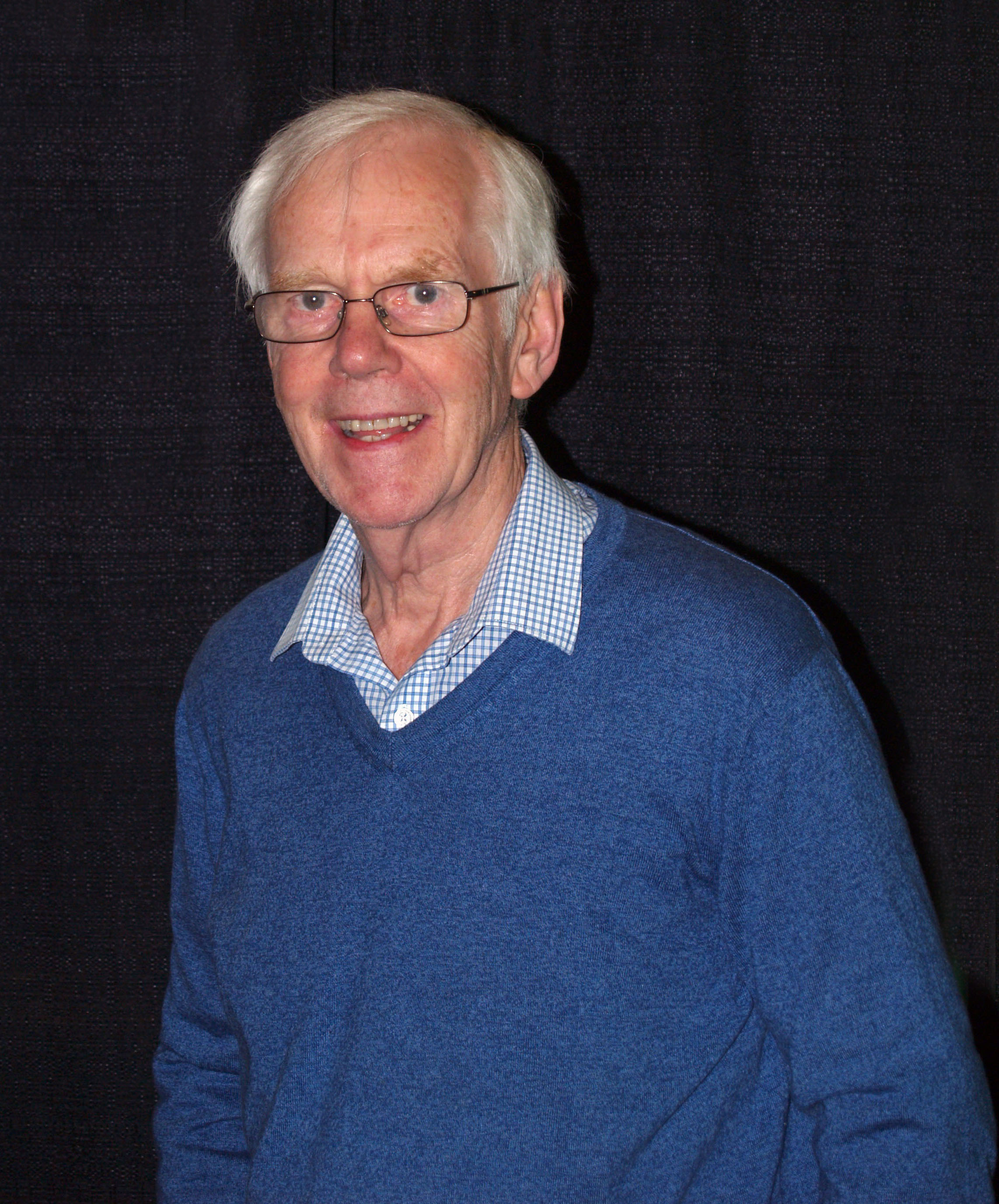
ジェレミー・ブロック／12月17日没

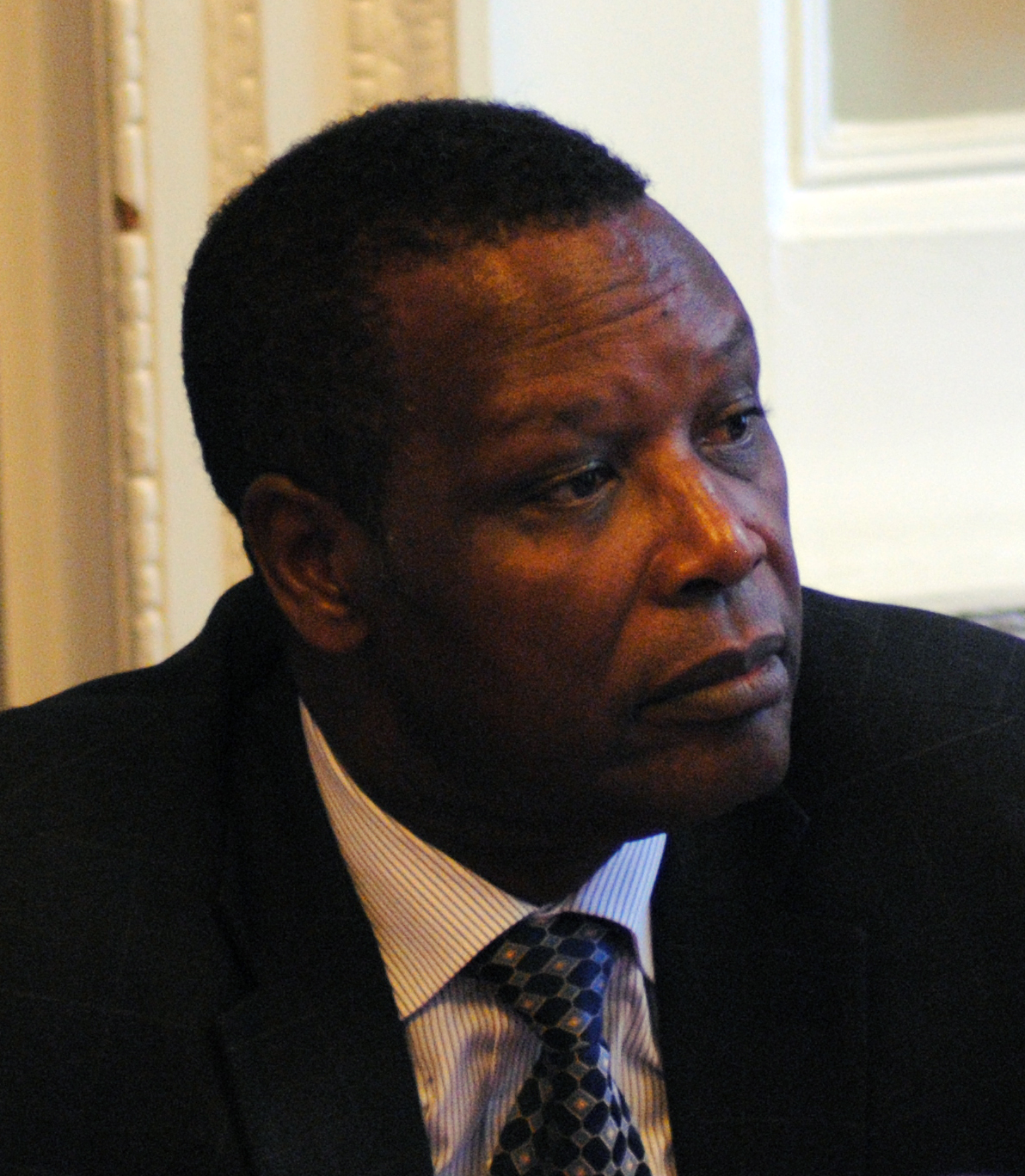
ピエール・ブヨヤ／12月17日没

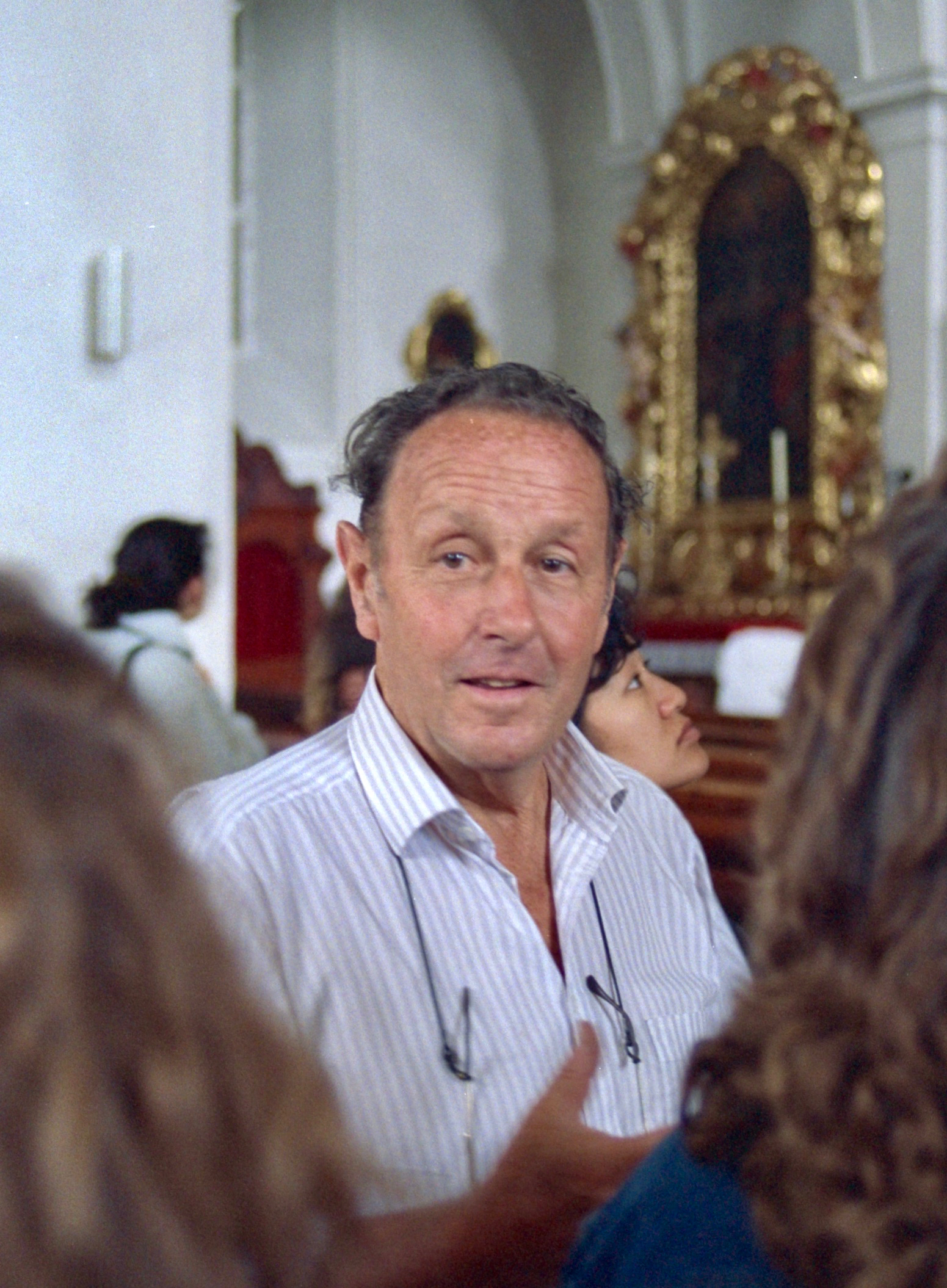
アーミン・ホフマン／12月18日没

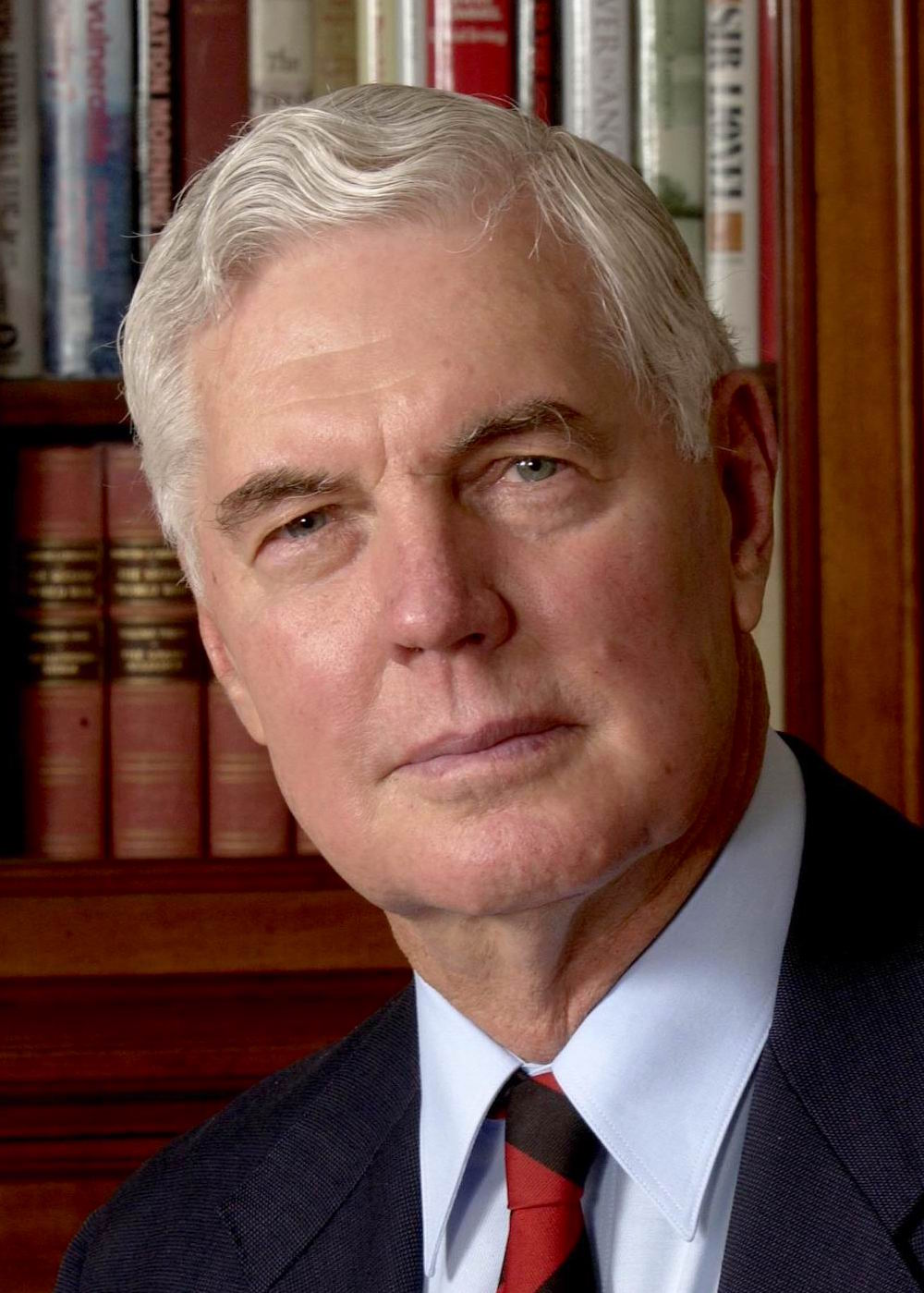
マイケル・ジェフリー／12月18日没

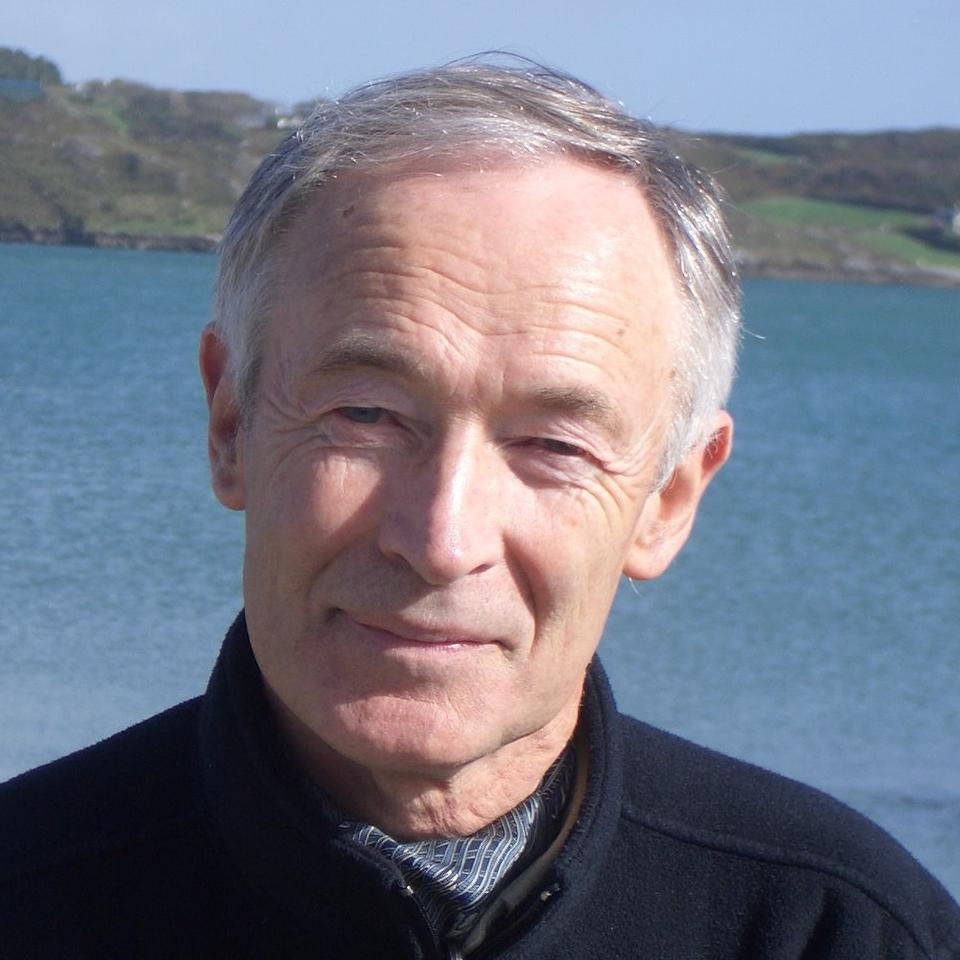
ティム・セヴェリン／12月18日没

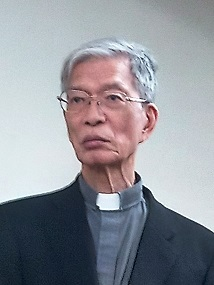
岡田武夫／12月18日没

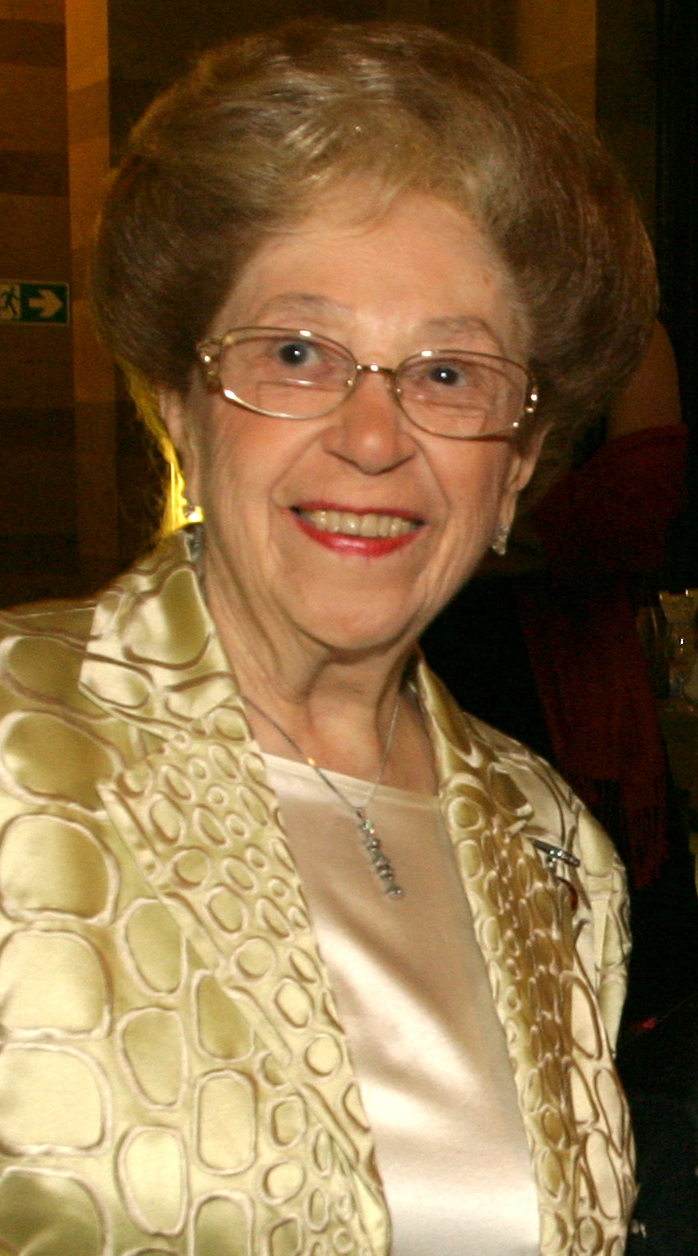
ファニー・ウォーターマン／12月20日没

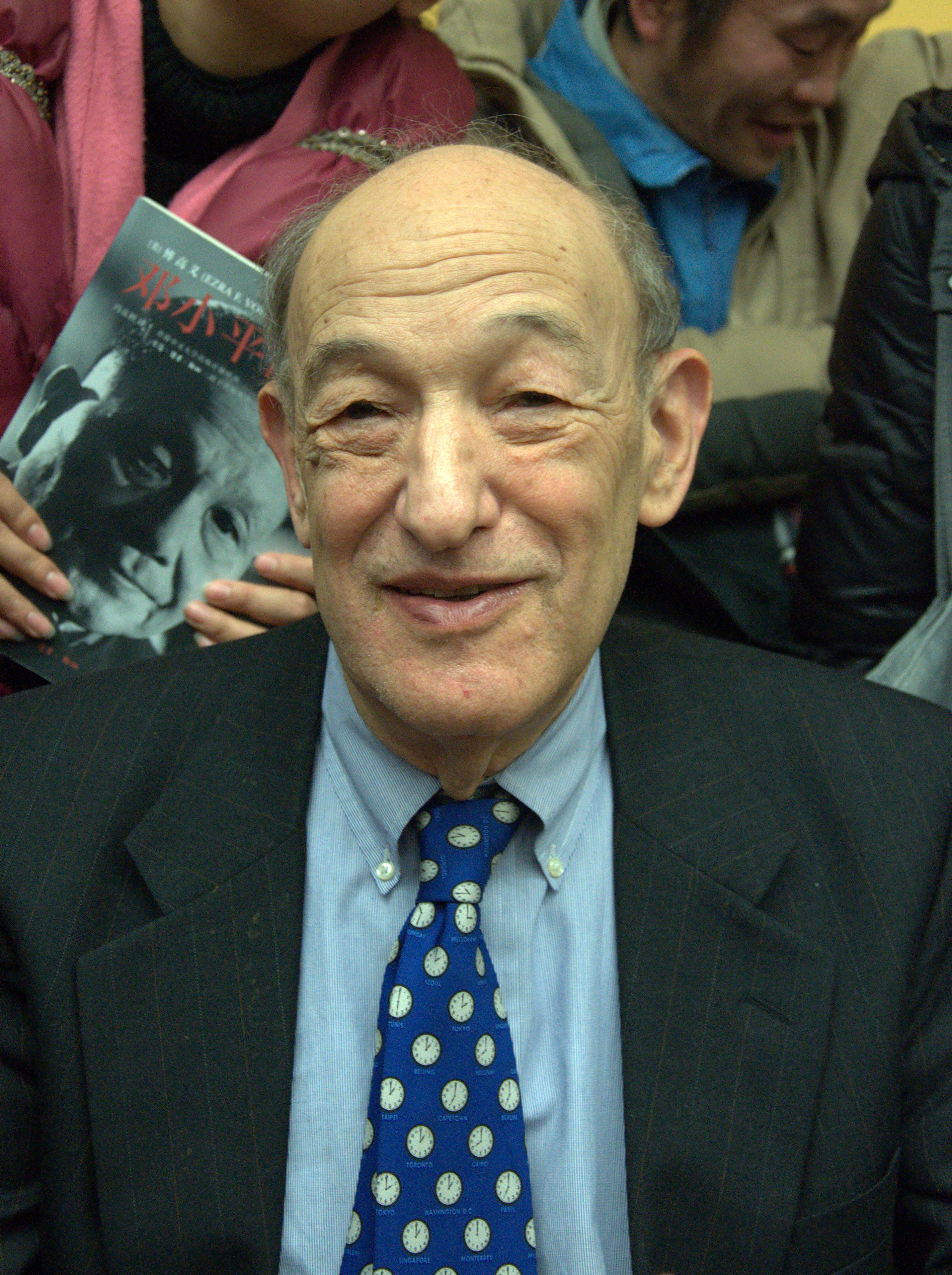
エズラ・ヴォーゲル／12月20日没

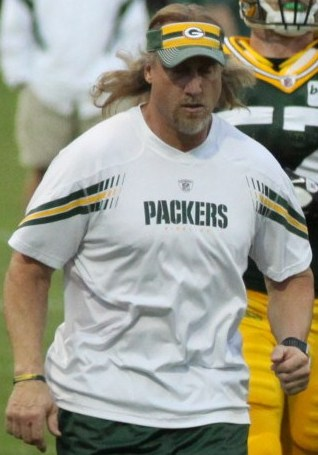
ケビン・グリーン／12月21日没

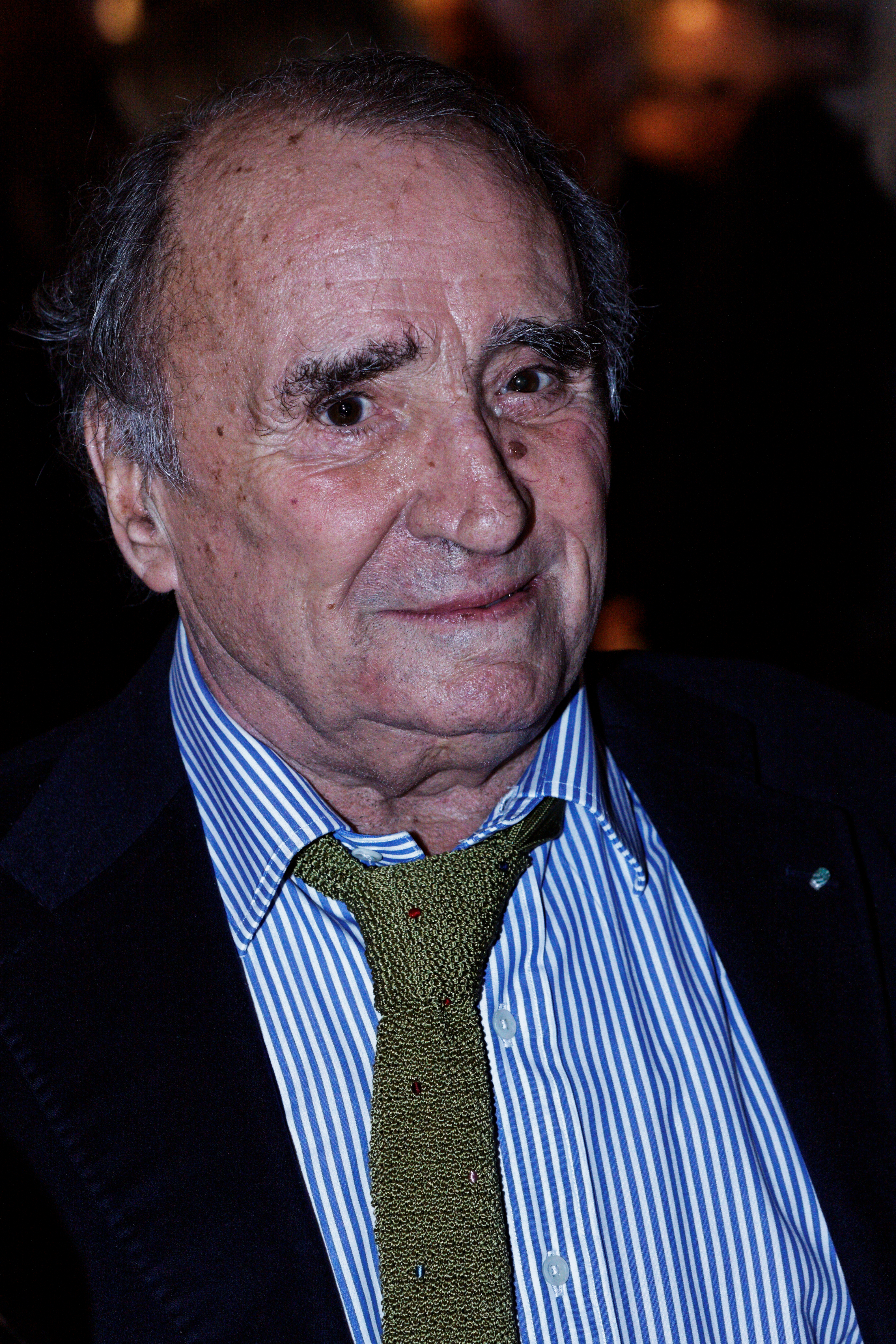
クロード・ブラッスール／12月22日没

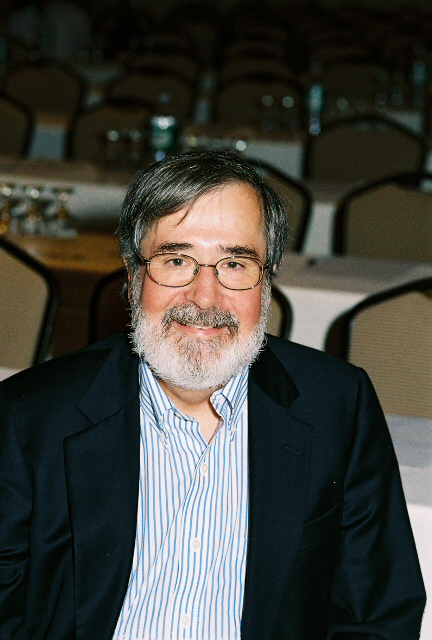
エドムンド・クラーク／12月22日没

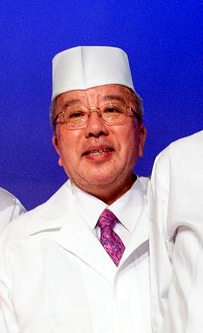
田村隆／12月22日没

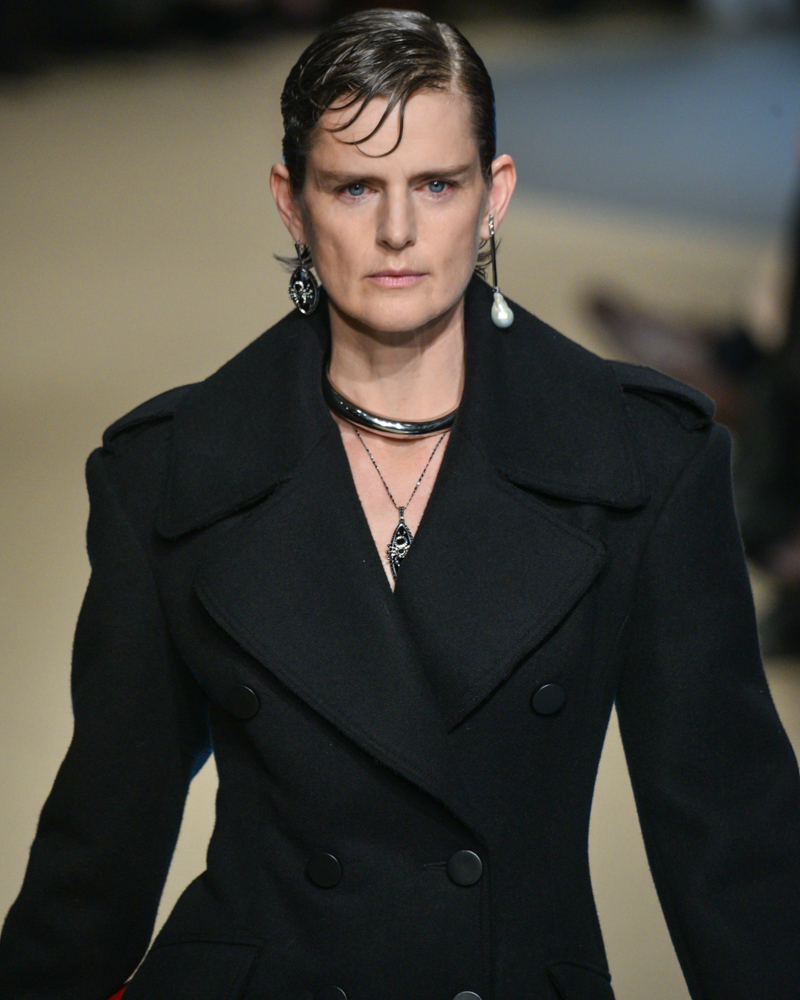
ステラ・テナント／12月22日没

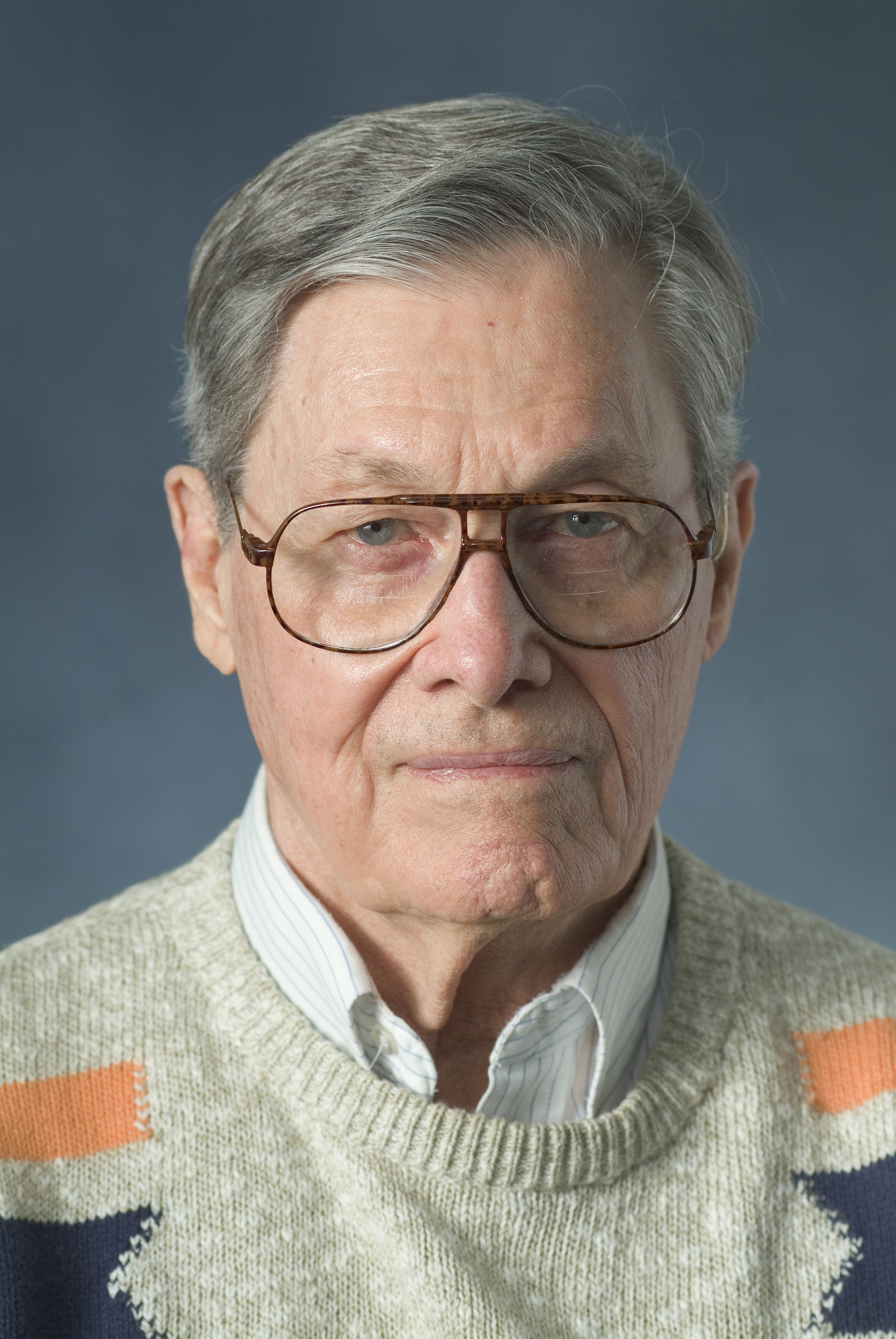
ジェイムズ・エドウィン・ガン／12月23日没

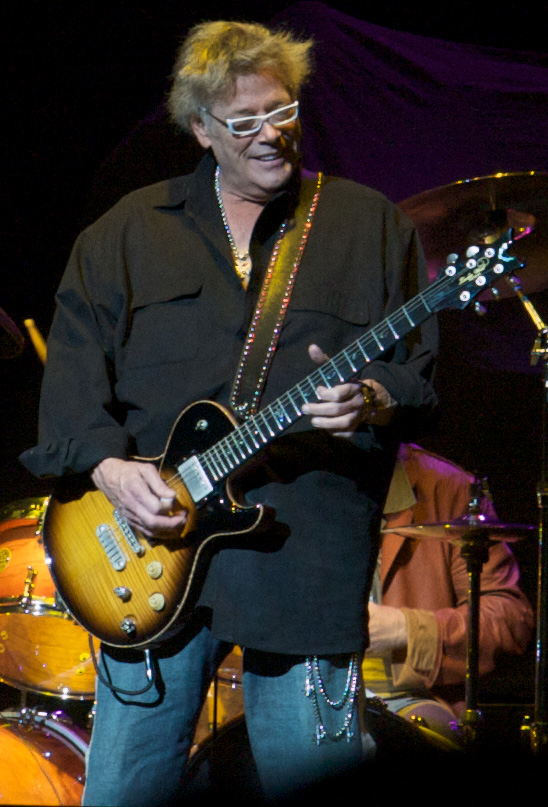
レスリー・ウェスト／12月23日没

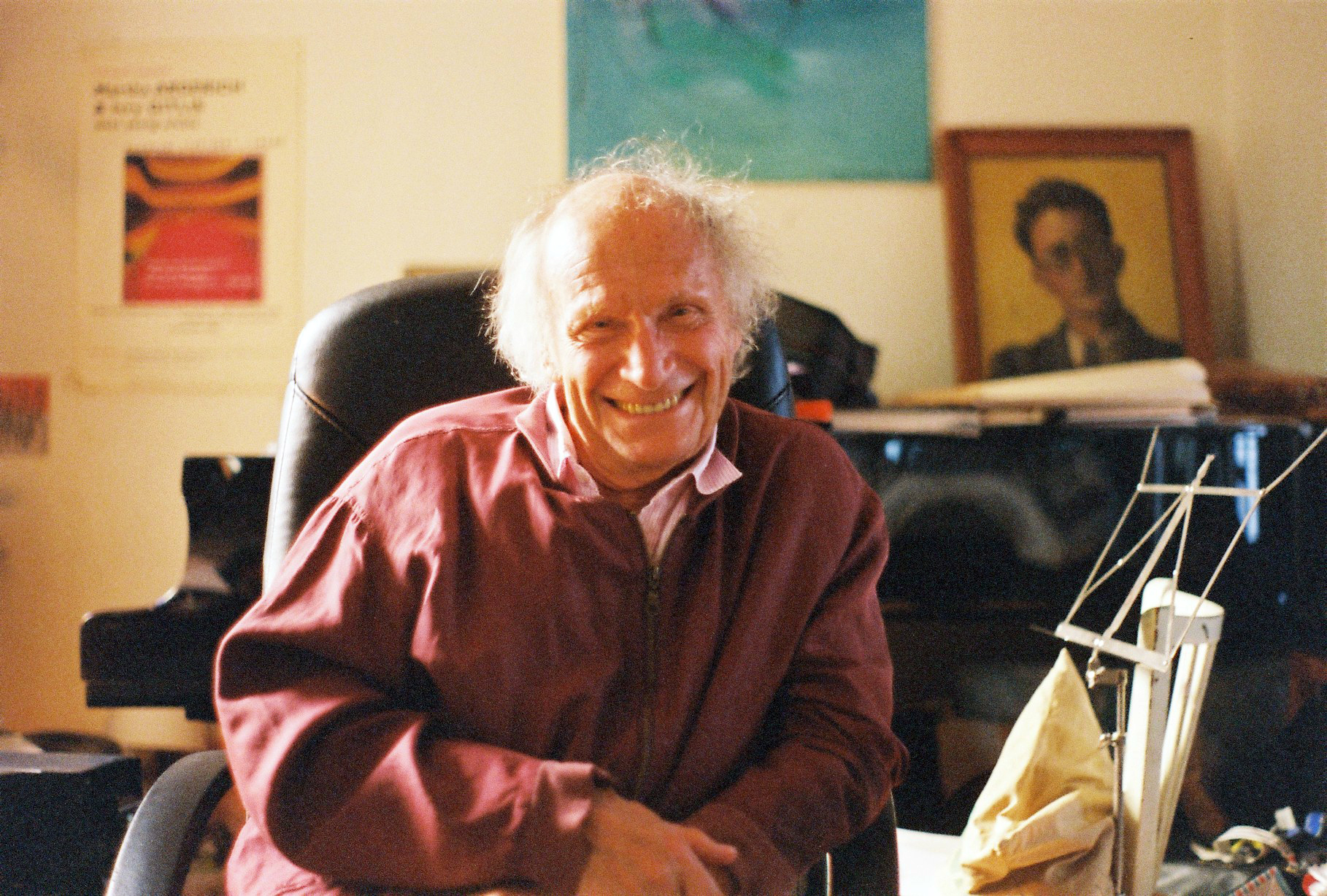
イヴリー・ギトリス／12月24日没

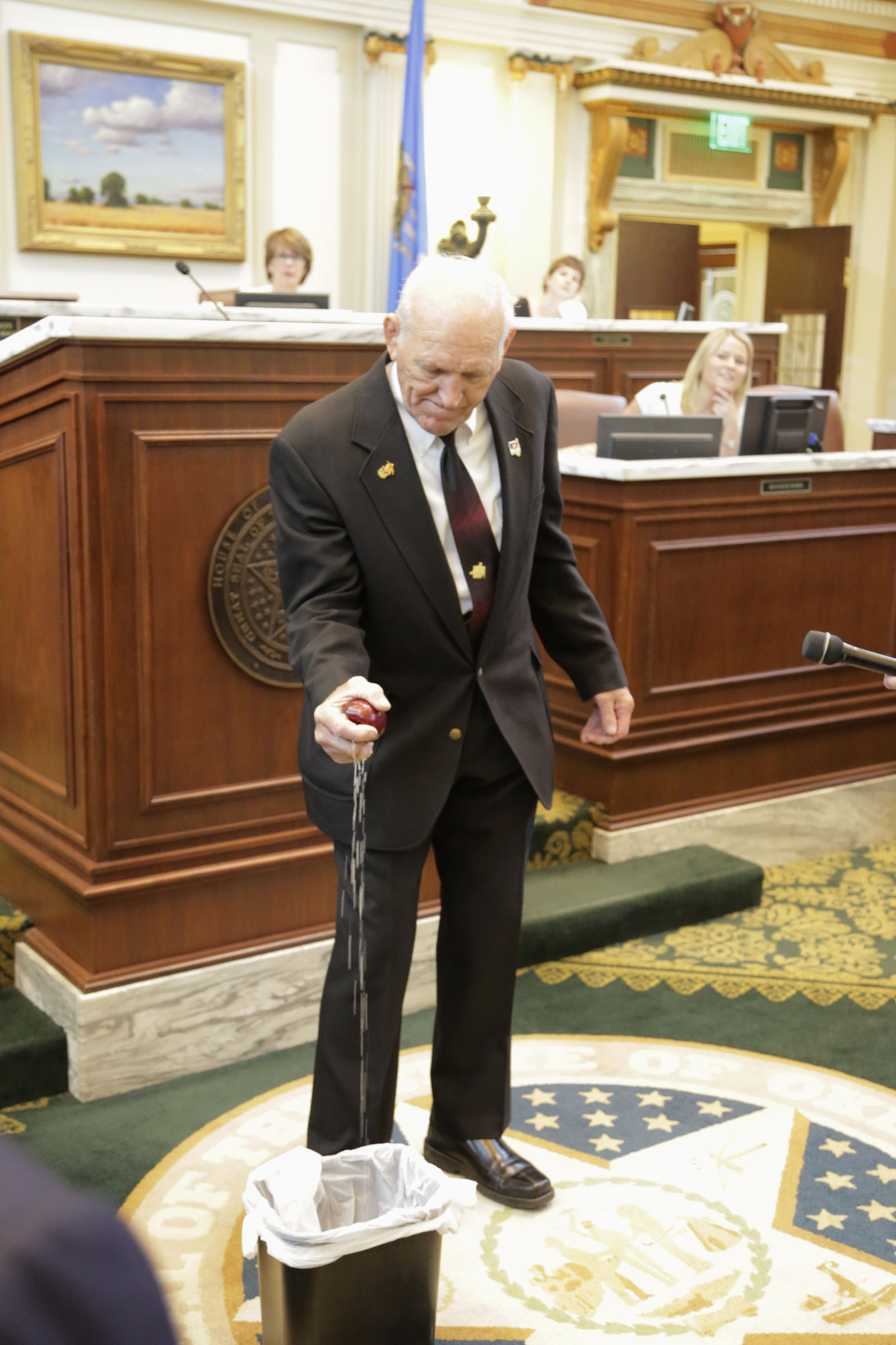
ダニー・ホッジ／12月24日没

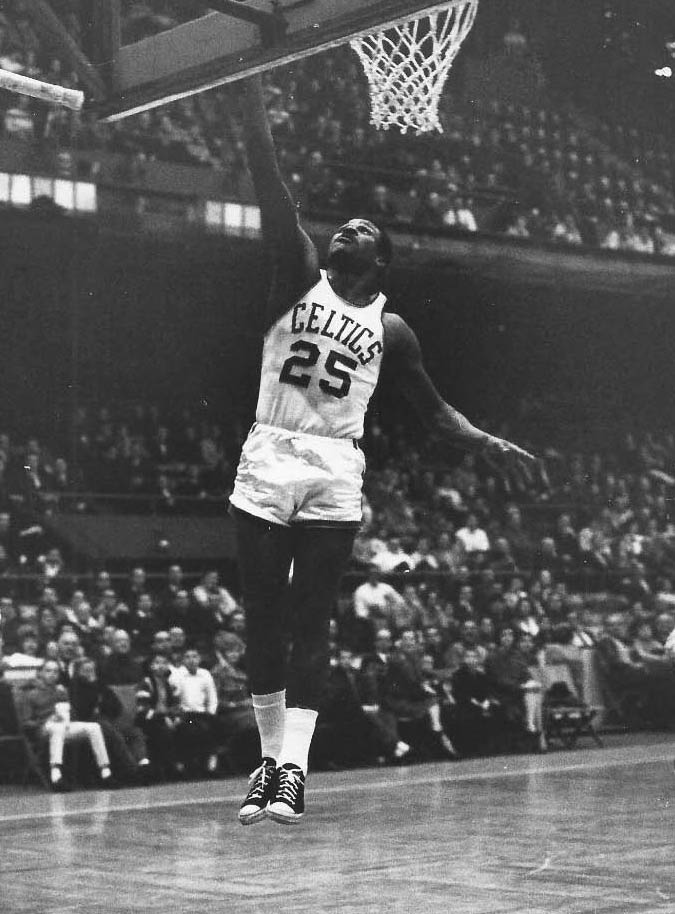
K・C・ジョーンズ／12月25日没

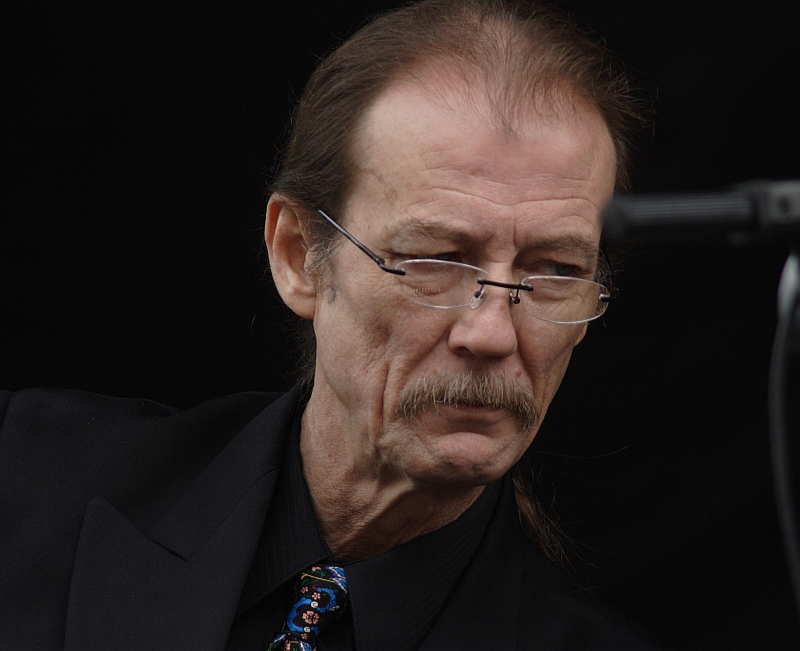
トニー・ライス／12月25日没

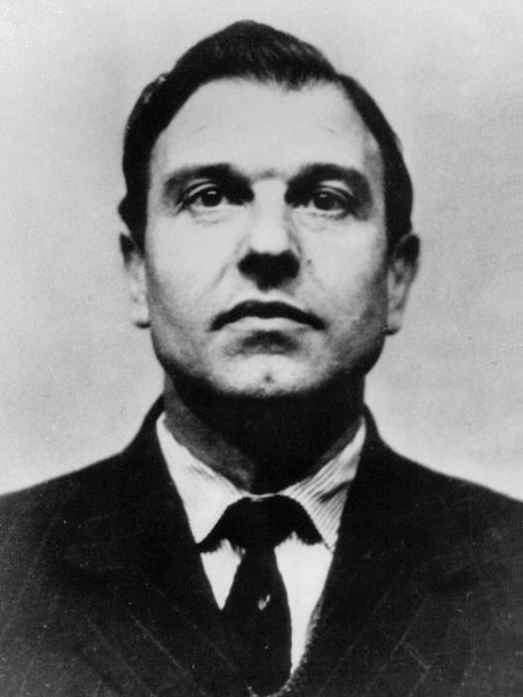
ジョージ・ブレイク／12月26日没

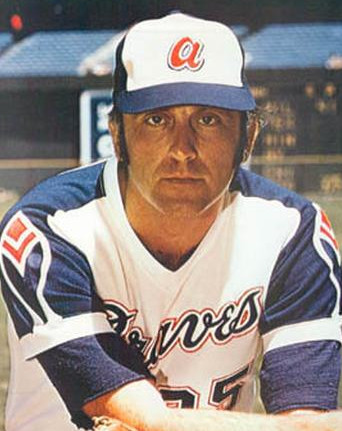
フィル・ニークロ／12月26日没

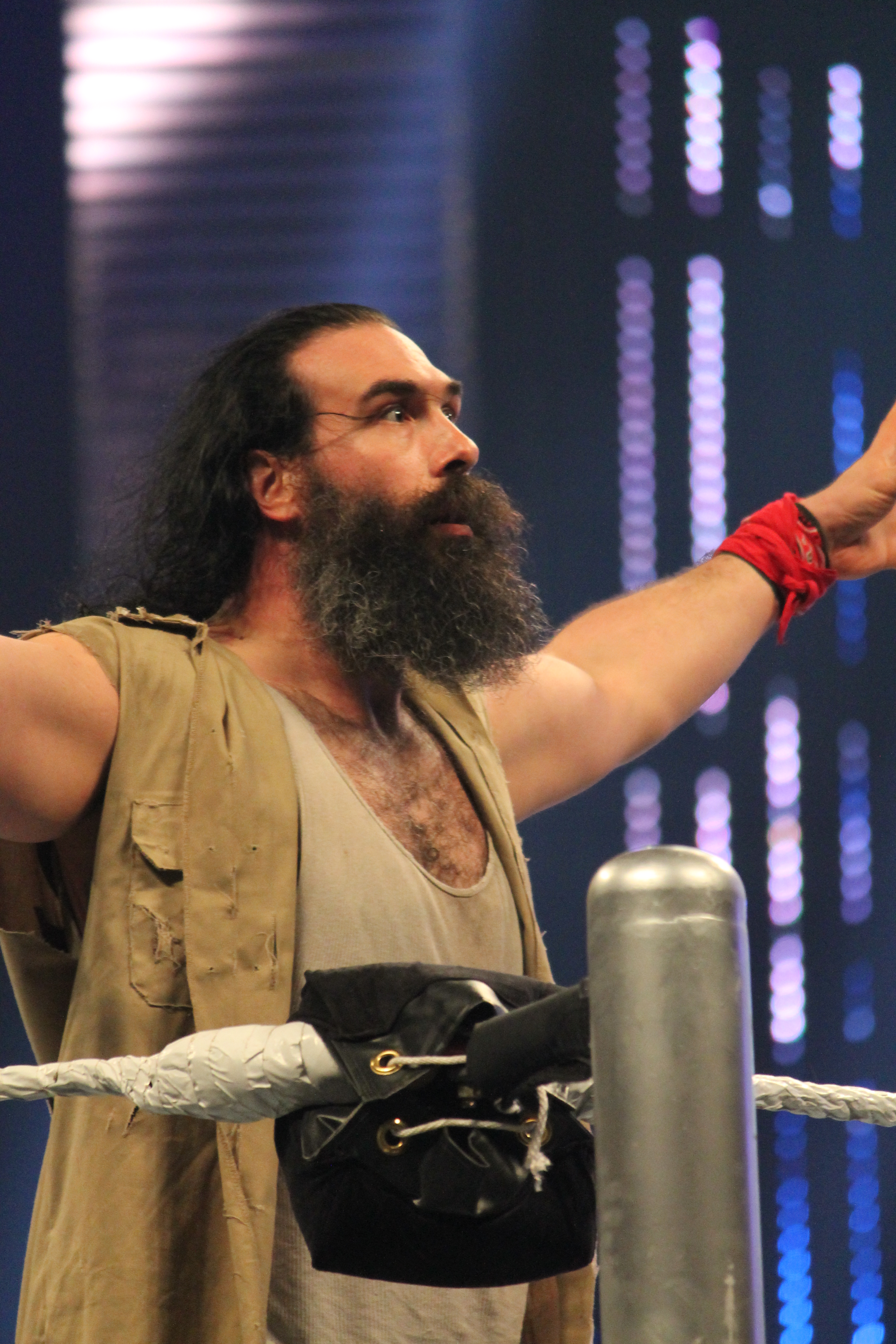
ジョン・フーバー／12月26日没

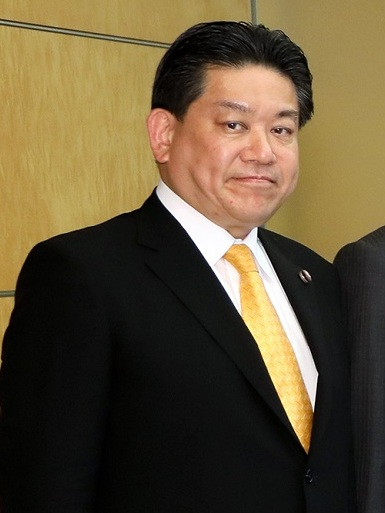
羽田雄一郎／12月27日没

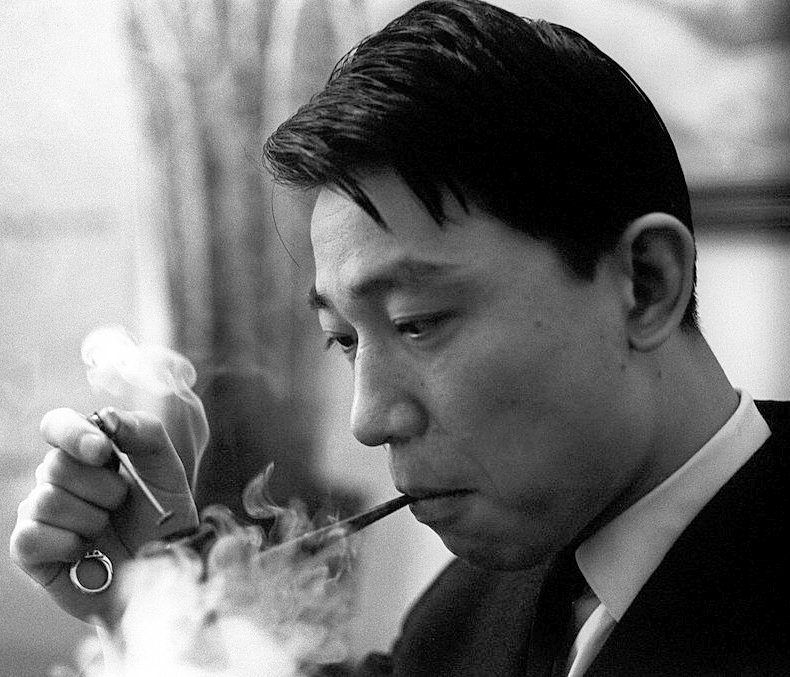
フー・ツォン／12月28日没

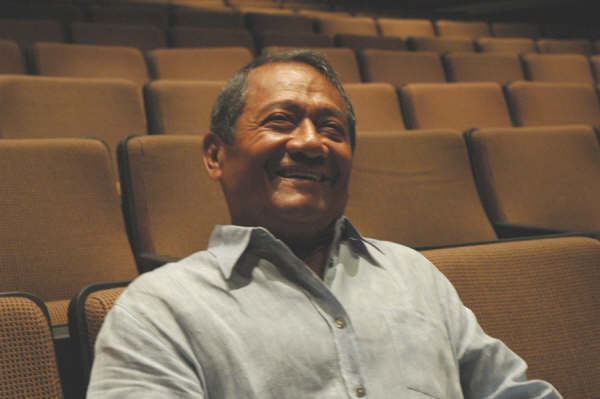
アルマンド・マンサネーロ／12月28日没

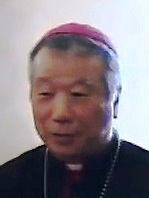
浜口末男／12月28日没

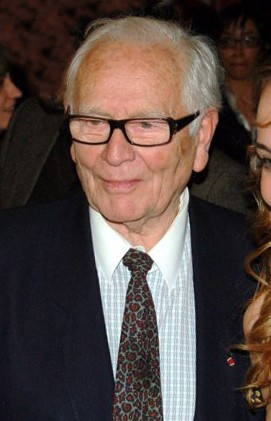
ピエール・カルダン／12月29日没

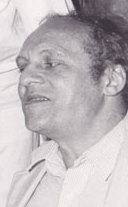
クロード・ボリング／12月29日没

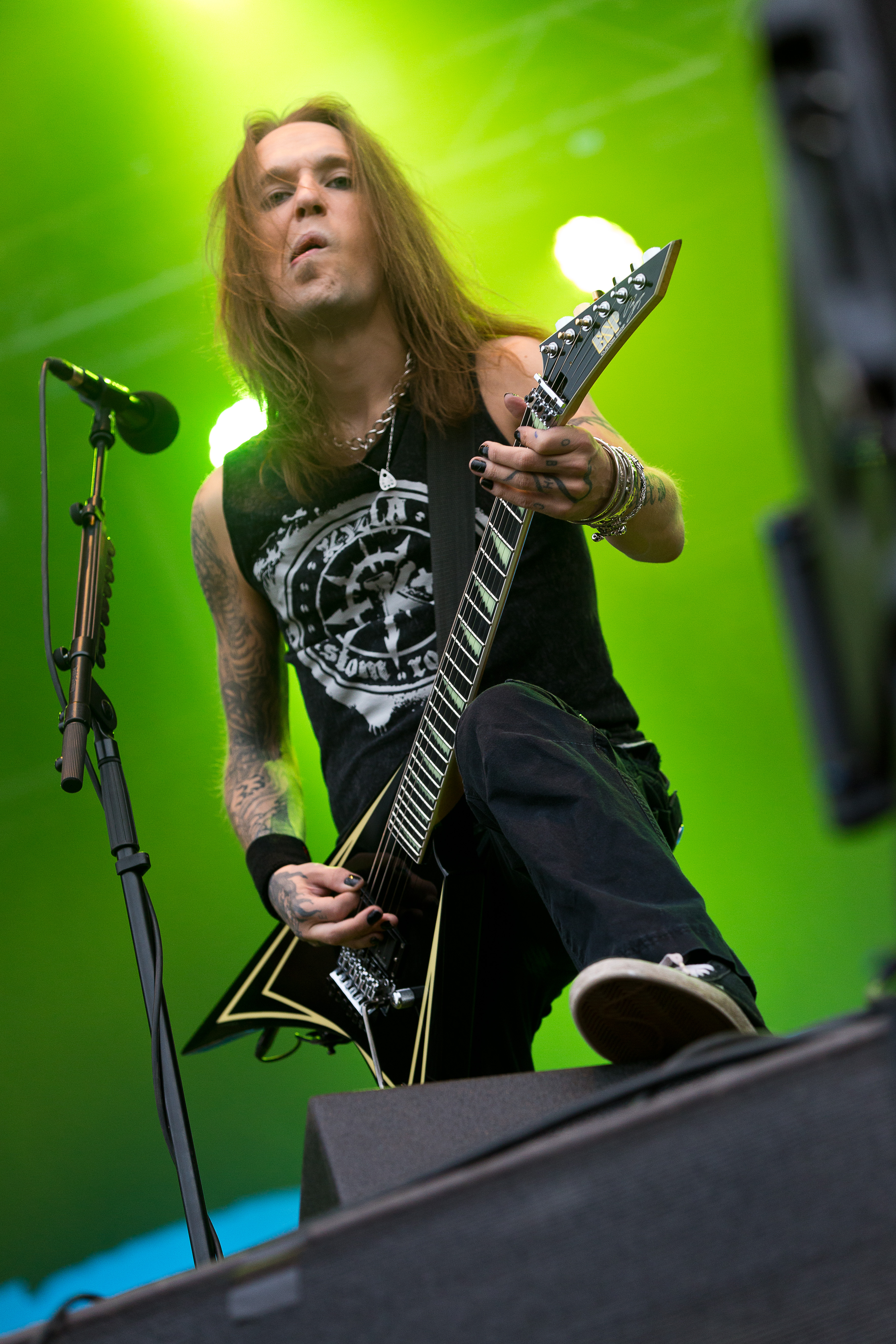
アレキシ・ライホ／12月29日没

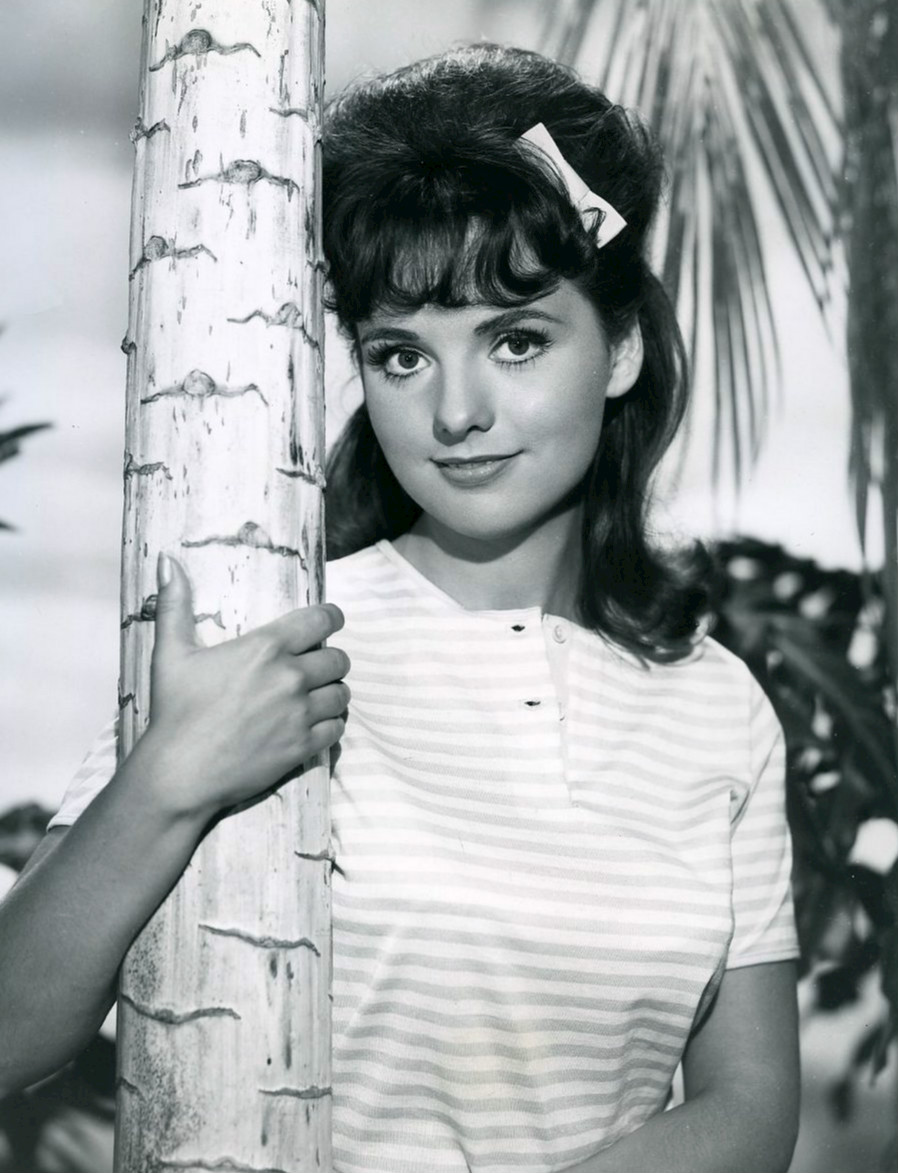
ドーン・ウェルズ／12月30日没

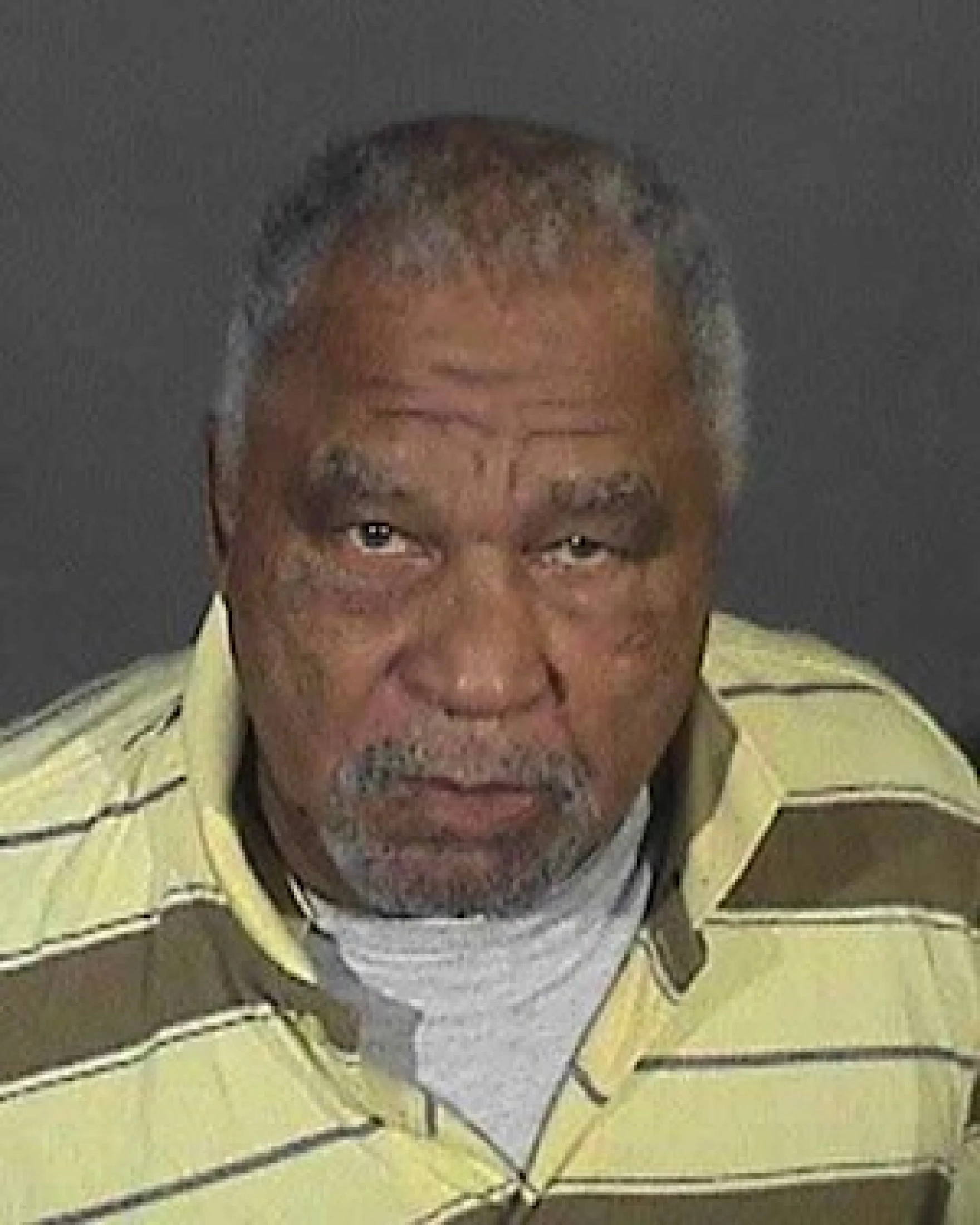
サミュエル・リトル／12月30日没

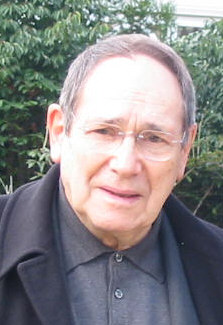
ロベール・オッセン／12月31日没

- 12月16日 - 脇田冨美男、日本の実業家、ワキタ創業者（* 1927年）[122]
- 12月16日 - 五嶋一彦、日本の電気工学者、東京工科大学名誉教授（* 1932年）[123]
- 12月16日 - 金子務、日本の科学史家、大阪府立大学名誉教授（* 1933年）[124]
- 12月16日 - 水上孝一、日本の制御工学者、広島大学名誉教授（* 1936年）[125]
- 12月16日 - フラヴィオ・コッティ（英語版）、スイスの政治家、元連邦大統領、元ティチーノ州大統領、元外相（* 1939年）[126]
- 12月16日 - 出口典雄、日本の演出家（* 1940年）[127][128]
- 12月16日 - 大森一夫、日本の実業家、元住友商事会長（* 1940年）[129]
- 12月16日 - カール・マン（英語版）、アメリカ合衆国のロカビリーシンガー（* 1942年）[130]
- 12月16日 - アルバート・グリフィス（英語版）、ジャマイカのレゲエシンガー、グラディエイターズメンバー（* 1946年）[131]
- 12月16日 - 蟇目良、日本のファッションモデル、俳優（* 1948年）[132]
- 12月16日 - 柿崎昭裕、日本の銀行家、元東京都民銀行頭取（* 1955年）[133]
- 12月16日 - 李偲嫣（中国語版）、香港の政治活動家（* 1964年）[134]
- 12月17日 - 坂本百大、日本の哲学者、青山学院大学名誉教授（* 1928年）[135]
- 12月17日  - 3代目堅田喜三久、日本の長唄囃子方、人間国宝（* 1935年）[136]
- 12月17日  - スタンリー・カウエル、アメリカ合衆国のジャズ・ピアニスト（* 1941年）[137]
- 12月17日 - 林家こん平、日本の落語家（* 1943年）[138]
- 12月17日 - ジェレミー・ブロック、イギリスの俳優（* 1945年）[139]
- 12月17日 - ティム・デ・パラヴィチーニ（英語版）、イギリスのオーディオ機器技術者（* 1945年）[140]
- 12月17日 - 水谷功、日本の実業家、元水谷建設会長（* 1945年?）[141]
- 12月17日 - ピエール・ブヨヤ、ブルンジの政治家、軍人、第3・7代大統領、初代国民救済軍事委員会議長（* 1949年）[142][143]
- 12月17日 - ドナト・ビランチャ（英語版）、イタリアのシリアルキラー（* 1951年）[144]
- 12月17日 - ジェフ・クレイトン（英語版）、アメリカ合衆国のジャズサクソフォーン奏者（* 1954年）[145]
- 12月17日 - ヘンナディー・ケルネス（英語版）、ウクライナの政治家、ハルキウ市長（* 1959年）[146]
- 12月18日 - アーミン・ホフマン、スイスのグラフィックデザイナー、タイポグラファー（* 1920年）[147]
- 12月18日 - ホセ・ビセンテ・ランゲル（英語版）、ベネズエラの政治家、元副大統領（* 1929年）[148]
- 12月18日 - ピーター・ラモント、イギリスの映画プロダクション・デザイナー、美術監督（* 1929年）[149]
- 12月18日 - オスカー・リバス（英語版）、アンドラの政治家、初・3代首相（* 1936年）[150]
- 12月18日 - マイケル・ジェフリー、オーストラリアの元軍人、第24代オーストラリア総督（* 1937年）[151]
- 12月18日 - ティム・セヴェリン、イギリスの冒険家、作家（* 1940年）[152]
- 12月18日 - 岡田武夫、日本のカトリック教会聖職者、元東京大司教区大司教（* 1941年）[153]
- 12月18日 - 宅間秋史、日本の実業家、テレビドラマ・映画プロデューサー、元フジテレビプロデューサー（* 1955年）[154]
- 12月18日 - 岩手富士祐一、日本の元大相撲力士【朝日山部屋所属】（* 1963年）[155]
- 12月18日 - アリストテレス・サンドヴァル（英語版）、メキシコの政治家、 前ハリスコ州知事（* 1974年）[156]
- 12月19日 - 増田祐孝、日本の実業家、元日本軽金属社長（* 1931年?）[157]
- 12月19日 - 新藤享弘、日本の政治家、元大宮市長（* 1932年）[158]
- 12月19日 - 千賀拓夫、日本の俳優（* 1938年）[159]
- 12月19日 - デヴィッド・ガイラー、アメリカ合衆国の脚本家、映画プロデューサー（* 1943年）[160]
- 12月19日 - メケレ・モラウタ（英語版）、パプアニューギニアの政治家、第10代首相（* 1946年）[161]
- 12月19日 - 青木裕史、日本のシャンソン歌手（* 1952年）[162]
- 12月19日 - 久光重貴、日本のフットサル選手、元フットサル日本代表（* 1981年）[163][164]
- 12月19日 - 北川みな、日本のスーパーセンテナリアン（* 1905年）[165]
- 12月20日 - ファニー・ウォーターマン、イギリスのピアニスト、音楽教育家（* 1920年）[166]
- 12月20日 - エズラ・ヴォーゲル、アメリカ合衆国の社会学者（* 1930年）[167]
- 12月20日 - リー・ウォレス（英語版）、アメリカ合衆国の俳優（* 1930年）[168]
- 12月20日 - 中村泰士、日本の作詞家・作曲家（* 1939年）[169]
- 12月20日 - チャド・スチュアート（英語版）、イギリスの歌手、チャド＆ジェレミー（英語版）メンバー（* 1941年）[170]
- 12月21日 - 大井錦亭、日本の書家（* 1927年）[171]
- 12月21日 - アレクサンドル・クルリャントスキー（ロシア語版）、ロシアの脚本家、作家（* 1938年）[172]
- 12月21日 - 原田実雄、日本のボクシング指導者、ハラダボクシングジム会長（* 1941年?）[173]
- 12月21日 - K・T・オスリン（英語版）、アメリカ合衆国のカントリー・ミュージックシンガー、ソングライター（* 1942年）[174]
- 12月21日 - 山田正次、日本の国際経済学者、南山大学名誉教授（* 1949年）[175]
- 12月21日 - ケビン・グリーン、アメリカ合衆国の元アメリカンフットボール選手・コーチ（* 1962年）[176]
- 12月21日 - ワテソニ・ナモア、トンガの元ラグビー選手・指導者【三洋電機ワイルドナイツ所属】（* 1966年）[177]
- 12月21日 - 今井ゆうぞう、日本の歌手、俳優（* 1977年）[178]
- 12月22日 - ジャック・レノア・ラーセン（英語版）、アメリカ合衆国のテキスタイルデザイナー（* 1927年）[179]
- 12月22日 - クロード・ブラッスール、フランスの俳優（* 1936年）[180]
- 12月22日 - 赤羽昇、日本の実業家、元ノリタケカンパニーリミテド社長（* 1939年）[181]
- 12月22日 - ムハンマド・ムスタファー・メロ（英語版）、シリアの政治家、元首相（* 1941年）[182]
- 12月22日 - エドムンド・クラーク、アメリカ合衆国の計算機科学者、チューリング賞受賞者（* 1945年）[183]
- 12月22日 - 田村隆、日本の料理人、「つきぢ田村」3代目（* 1957年）[184]
- 12月22日 - 林良一、日本の実業家、元研創社長（* 1958年）[185]
- 12月22日 - 並木伸一、日本の声優（* 1969年）[186]
- 12月22日 - ステラ・テナント、イギリスのファッションモデル（* 1970年）[187][188]
- 12月22日（遺体発見日） - カリマ・バローチ（英語版）、パキスタンのバルーチ人人権活動家（* 1983年）[189]
- 12月23日 - ジェイムズ・E・ガン、アメリカ合衆国のSF作家（* 1923年）[190]
- 12月23日 - リカ・ザライ（英語版）、イスラエルの歌手、作家、自然療法家（* 1938年）[191]
- 12月23日 - なかにし礼、日本の小説家、作詞家（* 1938年）[192]
- 12月23日 - レスリー・ウェスト、アメリカ合衆国のギタリスト、歌手（* 1945年）[193]
- 12月23日 - 井上泰治、日本の映画監督、脚本家（* 1954年）[194]
- 12月23日 - レベッカ・ルーカー（英語版）、アメリカ合衆国の女優、歌手（* 1961年）[195]
- 12月23日 - フランキー・ランドール、アメリカ合衆国の元プロボクサー、元WBA世界スーパーライト級王者（* 1961年）[196]
- 12月23日 - ジョン・フレッチャー（英語版）、アメリカ合衆国のラッパー、フーディーニ（英語版）メンバー（* 1964年）[197]
- 12月24日 - ジョン・クレモナ（英語版）、マルタの裁判官、元大統領代行、同国憲法起草者（* 1918年）[198]
- 12月24日 - イヴリー・ギトリス、イスラエルのヴァイオリニスト（* 1922年）[199]
- 12月24日 - 安野光雅、日本の画家、絵本作家（* 1926年）[200]
- 12月24日 - 湯浅武、日本の実業家、元読売ジャイアンツ球団代表・オーナー代行（* 1931年?）[201]
- 12月24日 - ダニー・ホッジ、アメリカ合衆国の元プロレスラー、1956年メルボルンオリンピックフリースタイルミドル級銀メダリスト、元NWA世界ジュニアヘビー級王者（* 1932年）[202]
- 12月24日 - ジェフ・スティーブンス（英語版）、アメリカ合衆国のソングライター（* 1934年）[203]
- 12月24日 - 渡文明、日本の実業家、元新日本石油（現ENEOSホールディングス）社長（* 1936年）[204]
- 12月24日 - ガイ・N・スミス、イギリスのホラー小説作家（* 1939年）[205]
- 12月25日 - 田代嘉宏、日本の数学者、広島大学・岡山大学名誉教授（* 1926年）[206]
- 12月25日 - イヴァン・ボフダン（ウクライナ語版）、ウクライナのアマチュアレスリング選手、1960年ローマオリンピックグレコローマンヘビー級金メダリスト【旧ソ連代表】（* 1928年）[207]
- 12月25日 - K・C・ジョーンズ、アメリカ合衆国の元バスケットボール選手・指導者、1956年メルボルンオリンピック金メダリスト、バスケットボール殿堂（* 1932年）[208]
- 12月25日 - バリー・ロペス（英語版）、アメリカ合衆国の作家（* 1945年）[209]
- 12月25日 - トニー・ライス、アメリカ合衆国のブルーグラスミュージシャン（* 1951年）[210]
- 12月25日 - 林奇（中国語版）、中華人民共和国の実業家、遊族網絡（中国語版）CEO（* 1981年）[211]
- 12月26日 - ジョージ・ブレイク、イギリスのスパイ、KGBによる二重スパイ（* 1922年）[212]
- 12月26日 - 金子太郎、日本の元丸三証券会長、元環境庁事務次官（* 1925年）[213]
- 12月26日 - オスヴァルト・フォーグラー、ドイツのティンパニ奏者（* 1930年）[214]
- 12月26日 - フィル・ニークロ、アメリカ合衆国の元MLB選手【アトランタ・ブレーブス所属】（* 1939年）[215]
- 12月26日 - ティト・ロハス（英語版）、プエルトリコのサルサ歌手（* 1956年）[216]
- 12月26日 - ジョン・フーバー[217]、アメリカ合衆国のプロレスラー、元WWE・スマックダウン・タッグチーム王者、元AEW・TNT王者（* 1979年）[218]
- 12月27日 - ウィリアム・リンク（英語版）、アメリカ合衆国の放送作家、「刑事コロンボ」原作者（* 1933年）[219]
- 12月27日 - 田代一峰、日本の書家（* 1933年?）[220]
- 12月27日 - 松島良和、日本のバスケットボール指導者（* 1949年?）[221]
- 12月27日 - 羽田雄一郎、日本の政治家、参議院議員【民主党・民進党・国民民主党・立憲民主党所属】、第17代国土交通大臣（* 1967年）[222]
- 12月28日 - 鈴木登紀子、日本の料理研究家（* 1924年）[223]
- 12月28日 - パウル＝ハインツ・ディートリヒ、ドイツの作曲家（* 1930年）[224]
- 12月28日 - フー・ツォン、中国出身のイギリスのピアニスト（* 1934年）[225]
- 12月28日 - アルマンド・マンサネーロ、メキシコ出身のポピュラー音楽の作曲家・歌手（* 1935年）[226]
- 12月28日 - 森川倶志、日本のバンドネオン奏者（* 1936年）[227]
- 12月28日 - 浜口末男、日本のカトリック教会聖職者、カトリック大分司教区司教（* 1948年）[228]
- 12月29日 - ピエール・カルダン、フランスのファッションデザイナー（* 1922年）[229]
- 12月29日 - クロード・ボリング、フランスのジャズピアニスト、作曲家（* 1930年）[230]
- 12月29日 - アメリア・ラペーニャ＝ボニファシオ（英語版）、フィリピンの人形劇作家（* 1930年）[231]
- 12月29日 - ルイジ・スノッツィ（英語版）、スイスの建築家（* 1932年）[232]
- 12月29日 - 野田宣雄、日本の政治学者、歴史学者、京都大学名誉教授（* 1933年）[233]
- 12月29日 - ルディ・サーラス（英語版）、アメリカ合衆国のミュージシャン（* 1949年?）[234]
- 12月29日 - ジョン・ポールJr.、アメリカ合衆国のレーシングドライバー（* 1960年）[235]
- 12月29日 - ルーク・レトロー、アメリカ合衆国の政治家、次期下院議員（* 1979年）[236]
- 12月29日 - アレキシ・ライホ、フィンランドのミュージシャン、ギタリスト（* 1979年）[237]
- 12月30日 - ユージーン・ライト（英語版）、アメリカ合衆国のジャズベーシスト、デイヴ・ブルーベックカルテットメンバー（* 1923年）[238]
- 12月30日 - シーマン・ダン（英語版）、オーストラリアのミュージシャン（* 1929年）[239]
- 12月30日 - フィリス・マクガイア（英語版）、アメリカ合衆国の歌手、マクガイア・シスターズ（英語版）メンバー（* 1931年）[240]
- 12月30日 - 村山陽、日本の洋画家（* 1932年）[241]
- 12月30日 - 田中久也、日本の政治家、福岡県議会議員【自由民主党所属】（* 1933年）[242]
- 12月30日 - ドーン・ウェルズ、アメリカ合衆国の女優（* 1938年）[243]
- 12月30日 - サミュエル・リトル、アメリカ合衆国のシリアルキラー（* 1940年）[244][245]。
- 12月30日 - ショーヨム＝ナジ・シャーンドル（ハンガリー語版）、ハンガリーのバリトン歌手（* 1941年）[246]
- 12月30日 - 綿引勝彦、日本の俳優（* 1945年）[247][248]
- 12月30日 - 神野健二、日本の土木工学者、九州大学名誉教授（* 1947年）[249]
- 12月30日 - アルト・リード（英語版）、アメリカ合衆国のサクソフォーン奏者（* 1948年）[250]
- 12月30日 - アドルフォ・キノーネス（英語版）、アメリカ合衆国のダンサー、俳優、振付師（* 1955年）[251]
- 12月30日 - フランク・キンブロー（英語版）、アメリカ合衆国のポストバップジャズピアニスト（* 1956年）[252]
- 12月31日 - ロベール・オッセン、フランスの俳優、映画監督（* 1927年）[253]
- 12月31日 - トミー・ドハーティ（英語版）、スコットランドの元サッカー選手・指導者（* 1928年）[254]
- 12月31日 - 石川修、日本の政治家、元沖縄県石川市長、元沖縄県議会議員（* 1928年?）[255]
- 12月31日 - 斎藤正彦、日本の数学者、東京大学名誉教授（* 1931年）[256]
- 12月31日 - ジョーン・ミックリン・シルヴァー（英語版）、アメリカ合衆国の映画監督（* 1935年）[257]
- 12月31日 - ゲイリー・ハワード・クラー（英語版）、アメリカ合衆国の俳優（* 1947年）[258]
- 12月31日 - 中村五木、日本の政治家、熊本県天草市長（* 1949年）[259][260]
- 12月31日 - うごくちゃん、日本のゲーム実況者（* 生年不明）[261][262]

## （没日不明）
- 12月 - 望月める、日本のアイドル（* 2000年）[263]